# Cosimo de’ Medici

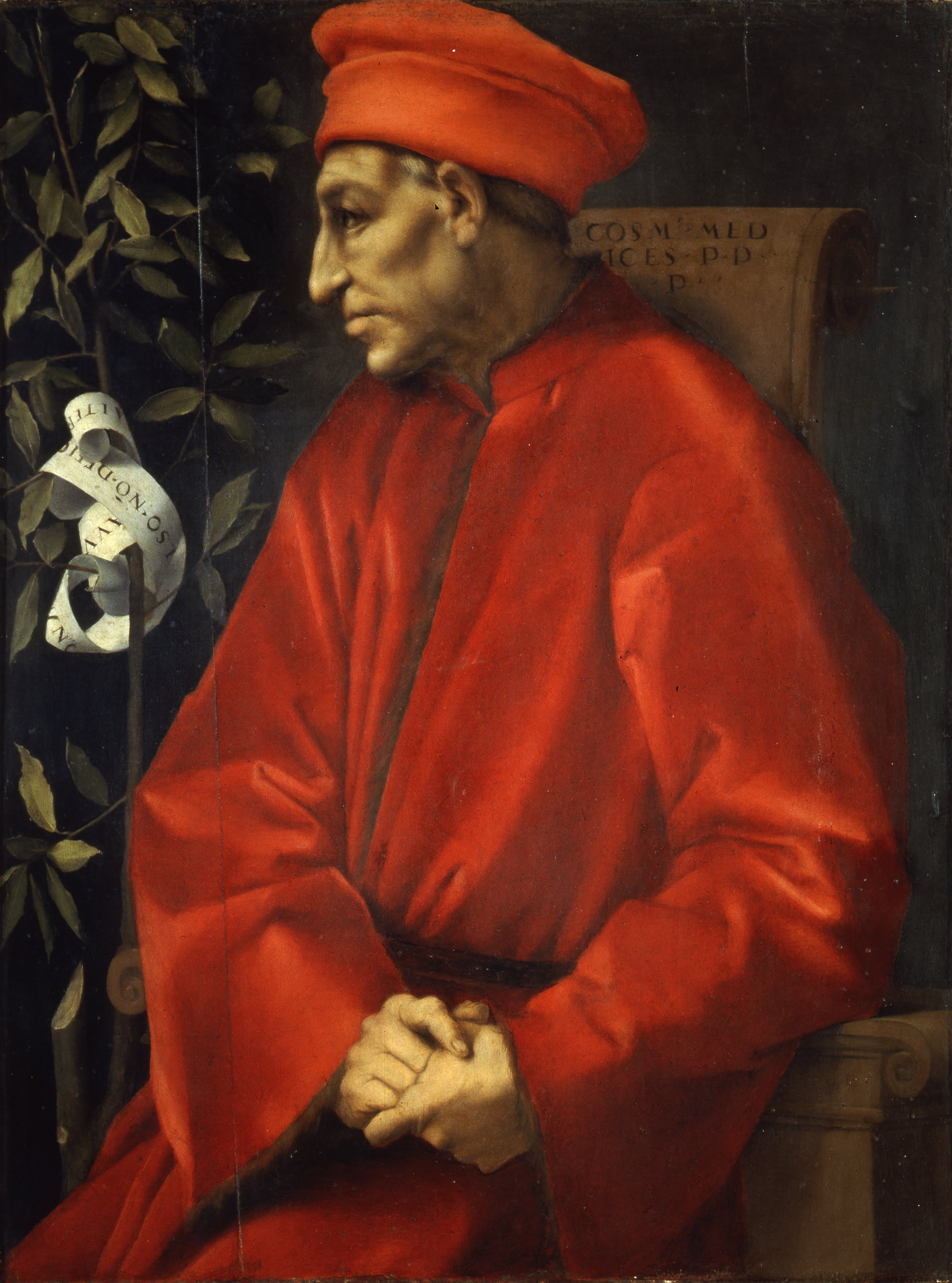
Cosimo de’ Medici. Posthumes Gemälde von Jacopo da Pontormo, um 1519/1520. Florenz, Uffizien

Cosimo de’ Medici (genannt il Vecchio ‚der Alte‘; * 10. April 1389 in Florenz; † 1. August 1464 in Careggi bei Florenz) war ein Staatsmann, Bankier und Mäzen, der jahrzehntelang die Politik seiner Heimatstadt Florenz lenkte und einen wesentlichen Beitrag zu ihrem kulturellen Aufschwung leistete. Wegen seiner Zugehörigkeit zur Familie der Medici (deutsch auch „Mediceer“) wird er „de’ Medici“ genannt; es handelt sich nicht um ein Adelsprädikat, die Familie war bürgerlich.
Als Erbe der von seinem Vater Giovanni di Bicci de’ Medici gegründeten, stark expandierenden Medici-Bank gehörte Cosimo von Haus aus zur städtischen Führungsschicht. Der geschäftliche Erfolg machte ihn zum reichsten Bürger von Florenz. Den Rahmen für seine politische Betätigung bot die republikanische Verfassung der Stadt, die er im Prinzip respektierte, aber mit Hilfe seiner großen Anhängerschaft umgestaltete. Dabei setzte er sich gegen heftige Opposition einiger bisher tonangebender Familien durch. Sein maßgeblicher Einfluss auf die Politik beruhte nicht auf den Ämtern, in die er gewählt wurde, sondern auf dem geschickten Einsatz seiner finanziellen Ressourcen und einem ausgedehnten Netzwerk persönlicher Beziehungen im In- und Ausland. Es gelang ihm, ein dauerhaftes Bündnis mit Mailand, einer zuvor feindlichen Stadt, zuwege zu bringen und damit außenpolitische Stabilität zu schaffen, die nach seinem Tode anhielt.
Cosimos politische Erfolge, seine umfangreiche Förderung von Kunst und Bildungswesen und seine imposante Bautätigkeit verschafften ihm eine einzigartige Autorität. Dennoch konnte er Entscheidungen in heiklen Fragen nicht eigenmächtig treffen, sondern blieb stets auf Konsensbildung in der Führungsschicht angewiesen. Er achtete darauf, nicht wie ein Herrscher aufzutreten, sondern wie ein Bürger unter Bürgern.
Das außerordentliche Ansehen, das Cosimo genoss, spiegelte sich in der posthumen Verleihung des Titels Pater patriae („Vater des Vaterlandes“) wider. Mit seinem Vermögen ging die informelle Machtstellung, die er errungen hatte, auf seine Nachkommen über, die seine mäzenatische Tätigkeit in großem Stil fortsetzten. Bis 1494 spielten die Medici in der florentinischen Politik und im kulturellen Leben eine dominierende Rolle.
In der modernen Forschung werden Cosimos Leistungen überwiegend positiv beurteilt. Seine staatsmännische Mäßigung und Weitsicht, seine unternehmerische Kompetenz und sein kulturelles Engagement finden viel Anerkennung. Andererseits wird auch auf das große Konfliktpotenzial hingewiesen, das sich aus der massiven, andauernden Dominanz einer übermächtigen Familie in einem republikanischen, traditionell antiautokratischen Staat ergab. Längerfristig erwies sich Cosimos Konzept der indirekten Staatslenkung mittels eines Privatvermögens als nicht tragfähig; im letzten Jahrzehnt des 15. Jahrhunderts brach das von ihm etablierte System zusammen.

## Die politischen Verhältnisse
Nach dem Zusammenbruch des staufischen Kaisertums im 13. Jahrhundert war in Nord- und Mittelitalien, dem sogenannten Reichsitalien, ein Machtvakuum entstanden, das niemand auszufüllen vermochte. Wenngleich die römisch-deutschen Könige im 14. und 15. Jahrhundert weiterhin Italienzüge unternahmen (wie Heinrich VII., Ludwig IV. und Friedrich III.), gelang es ihnen nicht, die Reichsgewalt in Reichsitalien dauerhaft durchzusetzen. Die traditionelle Tendenz zur Zersplitterung der politischen Landschaft setzte sich im Spätmittelalter allgemein durch. Es bildete sich eine Vielzahl von lokalen und regionalen Machtzentren heraus, die einander fortwährend in wechselnden Konstellationen bekämpften. Die wichtigsten unter ihnen waren die großen Städte, die keine übergeordnete Gewalt akzeptierten und nach der Bildung größerer von ihnen kontrollierter Territorien strebten. Nördlich des Kirchenstaats waren die Hauptakteure das autokratisch regierte Mailand, die bürgerliche Republik Florenz und die Adelsrepublik Venedig, die nicht zu Reichsitalien gehörte. Die Politik war in erster Linie von den scharfen Gegensätzen zwischen benachbarten Städten geprägt. Oft bestand zwischen ihnen eine Erbfeindschaft; die größeren versuchten, die kleineren niederzuhalten oder völlig zu unterwerfen, und stießen dabei auf erbitterten Widerstand. Die Kosten der immer wieder aufflackernden militärischen Konflikte führten häufig zu einer gravierenden wirtschaftlichen Schwächung der beteiligten Kommunen, was jedoch die Kriegslust kaum dämpfte. Überdies wurden in den Städten heftige Machtkämpfe zwischen einzelnen Sippen und politischen Gruppierungen ausgetragen, die gewöhnlich zur Hinrichtung oder Verbannung der Anführer und namhaften Parteigänger der unterlegenen Seite führten. Ein Hauptziel der meisten politischen Akteure war die Wahrung und Vermehrung der Macht und des Ansehens der eigenen Familie.
Manche Kommunen wurden von Alleinherrschern regiert, die eine Gewaltherrschaft errichtet oder geerbt hatten. Diese von Republikanern als Tyrannis gebrandmarkte Regierungsform wird in der Fachliteratur als Signorie bezeichnet (nicht zu verwechseln mit signoria als Bezeichnung für einen Stadtrat). Sie war gewöhnlich mit Dynastiebildung verbunden. Andere Stadtstaaten hatten eine republikanische Verfassung, die einer relativ breiten Führungsschicht direkte Machtbeteiligung ermöglichte.
In Florenz, der Heimat der Medici, bestand traditionell eine republikanische Staatsordnung, die fest verankert war und von einem breiten Konsens getragen wurde. Es herrschte das in Gilden und Zünften organisierte, überwiegend kommerziell oder gewerblich tätige Bürgertum. Man hatte ein ausgeklügeltes System der Gewaltenteilung ersonnen, das gefährlicher Machtzusammenballung vorbeugen sollte. Das wichtigste Regierungsorgan war die neunköpfige Signoria, eine Ratsversammlung, deren Mitglieder sechsmal im Jahr neu bestimmt wurden. Die Kürze der zweimonatigen Amtszeit sollte tyrannischen Bestrebungen den Boden entziehen. Die Stadt, die 1427 etwa 40.000 Einwohner hatte, war in vier Bezirke geteilt, von denen jeder zwei priori (Mitglieder der Signoria) stellte. Zu den acht priori kam als neuntes Mitglied der gonfaloniere di giustizia (Bannerträger der Gerechtigkeit) hinzu. Er war der Vorsitzende des Gremiums und genoss daher unter allen städtischen Amtsträgern das höchste Ansehen, hatte aber nicht mehr Macht als seine Kollegen. Zur Regierung gehörten noch zwei weitere Organe: der Rat der dodici buonomini, der „zwölf guten Männer“, und die sechzehn gonfalonieri (Bannerträger), vier für jeden Bezirk. Diese beiden Gremien, in denen die Mittelschicht stark vertreten war, nahmen zu politischen Fragen Stellung und konnten Gesetzesentwürfe blockieren. Zusammen mit der Signoria bildeten sie die Gruppe der tre maggiori, der drei führenden Institutionen, die den Staat lenkten. Die tre maggiori schlugen neue Gesetze vor, doch konnten diese erst in Kraft treten, wenn sie von zwei größeren Gremien, dem dreihundertköpfigen Volksrat (consiglio del popolo) und dem zweihundert Mitglieder zählenden Gemeinderat (consiglio del comune), mit Zweidrittelmehrheit gebilligt worden waren. In diesen beiden Räten betrug die Amtszeit vier Monate.
Ferner gab es Kommissionen, die für besondere Aufgaben zuständig waren und der Signoria unterstanden. Die bedeutendsten von ihnen waren der achtköpfige Sicherheitsausschuss (Otto di Guardia), der für die innere Staatssicherheit zu sorgen hatte und die Geheimdienstaktivitäten lenkte, und die dieci di balìa („zehn Bevollmächtigte“), ein Gremium mit sechsmonatiger Amtszeit, das sich mit Außen- und Sicherheitspolitik befasste und im Kriegsfall die militärischen Aktionen plante und überwachte. Die dieci di balìa hatten die Fäden der Diplomatie weitgehend in den Händen. Daher wurden sie für die Medici, als diese die Staatslenkung übernahmen, ein zentrales Instrument bei der Steuerung der Außenpolitik.
Das in Florenz herrschende tiefe Misstrauen gegen übermächtige Personen und Gruppen war der Grund dafür, dass die meisten Amtsträger, vor allem die Mitglieder der tre maggiori, weder durch Mehrheitsbeschluss gewählt noch aufgrund einer Qualifikation ernannt wurden. Sie wurden vielmehr aus der Menge aller als amtstauglich anerkannten Bürger – etwa zweitausend Personen – durch das Los ermittelt. Man legte die Zettel mit den Namen in Losbeutel (borse), aus denen dann die Zettel der künftigen Amtsträger blind gezogen wurden. Für die Signoria galt ein Verbot aufeinanderfolgender Amtszeiten. Man durfte nur einmal in drei Jahren amtieren, und es durfte niemand aus derselben Familie im vorigen Jahr dem Gremium angehört haben.
Die Berechtigung zur Teilnahme an den Auslosungen musste in bestimmten Zeitabständen – theoretisch alle fünf Jahre, faktisch etwas unregelmäßiger – überprüft werden. Diesem Zweck diente das squittinio, ein Verfahren, mit dem festgestellt wurde, wer die Anforderungen der Amtstauglichkeit erfüllte. Zu diesen zählten Freiheit von Steuerschulden und Zugehörigkeit zu mindestens einer der Zünfte. Es gab „größere“ (das heißt angesehenere und mächtigere) und „kleinere“ Zünfte, und sechs der acht Priorensitze in der Signoria waren den größeren vorbehalten. Das Ergebnis des squittinio war jeweils eine neue Liste der politisch vollberechtigten Bürger. Wer einer der größeren Zünfte (arti maggiori) angehörte und im squittinio für tauglich befunden worden war, konnte sich zum Patriziat der Stadt zählen. Da das squittinio Manipulationsmöglichkeiten bot und über den sozialen Rang der am politischen Leben beteiligten Bürger entschied, war seine Durchführung politisch heikel.
Das System der Ämterbesetzung durch Losentscheid hatte den Vorteil, dass zahlreiche Angehörige der städtischen Führungsschicht Gelegenheit erhielten, ehrenvolle Ämter zu bekleiden und so ihren Ehrgeiz zu befriedigen. Jedes Jahr wurden die Hauptorgane der Stadtverwaltung mit 1650 neuen Leuten besetzt. Ein Nachteil des häufigen Führungswechsels war die Unberechenbarkeit; eine neue Signoria konnte einen ganz anderen Kurs steuern als ihre Vorgängerin, wenn sich die Mehrheitsverhältnisse durch den Zufall des Losentscheids geändert hatten.
Für besondere Krisensituationen war der Zusammentritt eines parlamento vorgesehen. Das war eine Versammlung aller männlichen Bürger, die über 14 Jahre alt waren, mit Ausnahme der Kleriker. Das parlamento konnte eine Kommission für Notfälle, eine balìa, wählen und mit Sondervollmachten zur Bewältigung der Krise ausstatten.

## Leben

### Herkunft, Jugend und Bewährung im Bankgeschäft (1389–1429)

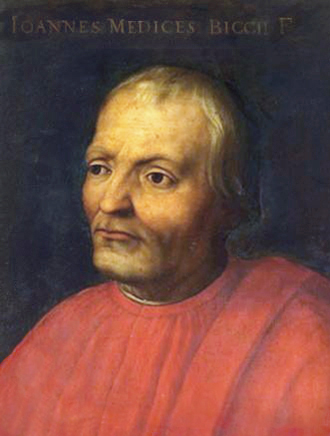
Cosimos Vater Giovanni di Bicci de’ Medici. Posthumes Gemälde von Cristofano dell’Altissimo, 1562/1565. Florenz, Uffizien

Cosimo wurde am 10. April 1389 in Florenz geboren. Sein Vater war Giovanni di Bicci de’ Medici (1360–1429), seine Mutter Piccarda de’ Bueri. Es war damals üblich, zwecks Unterscheidung von gleichnamigen Personen den Namen des Vaters anzugeben; daher nannte man Giovanni „di Bicci“ (Sohn des Bicci) und seinen Sohn Cosimo „di Giovanni“. Cosimo hatte einen Zwillingsbruder namens Damiano, der bald nach der Geburt starb. Die Brüder erhielten ihre Namen nach Cosmas und Damian, zwei antiken Märtyrern, die ebenfalls Zwillinge waren und als Heilige verehrt wurden. Daher feierte Cosimo später seinen Geburtstag nicht am 10. April, sondern am 27. September, der damals der Festtag des heiligen Brüderpaares war.
Cosimos Vater war bürgerlicher Herkunft. Er gehörte der weitverzweigten Sippe der Medici an. Schon im späten 13. Jahrhundert waren in Florenz Medici im Bankgewerbe tätig, doch in den 1360er und 1370er Jahren war die Sippe größtenteils noch nicht reich; die meisten ihrer Haushalte waren sogar relativ minderbemittelt. Dennoch spielten die Medici in der Politik bereits eine wichtige Rolle; im 14. Jahrhundert waren sie in der Signoria häufig vertreten. In ihrem Kampf um Ansehen und Einfluss erlitten sie jedoch einen schweren Rückschlag, als ihr Wortführer Salvestro de’ Medici 1378 beim Ciompi-Aufstand ungeschickt taktierte: Er ergriff zunächst für die Aufständischen Partei, änderte aber später seine Haltung. Dies brachte ihm den Ruf der Wankelmütigkeit ein. Er wurde des Strebens nach Tyrannenherrschaft verdächtigt, schließlich musste er 1382 ins Exil gehen. In der Folgezeit galten die Medici als unzuverlässig. Um 1400 waren sie so diskreditiert, dass ihnen die Bekleidung öffentlicher Ämter untersagt war. Allerdings waren zwei Zweige der Sippe von dem Verbot ausgenommen; einem der beiden gehörten Cosimos Vater und Großvater an. Die Erfahrung der Jahre 1378–1382 war für die Medici ein einschneidendes Erlebnis, das zur Vorsicht mahnte.
Um 1380 betätigte sich Giovanni als kleiner Geldverleiher. Dieses Gewerbe wurde damals verachtet; im Gegensatz zum großen Bankgeschäft war es der Öffentlichkeit suspekt, da die Geldverleiher auf offensichtliche Weise das kirchliche Zinsverbot missachteten, während die Bankiers besser in der Lage waren, die Verzinsung ihrer Darlehen zu vertuschen. Später trat Giovanni in den Dienst des Bankiers Vieri di Cambio, des damals reichsten Angehörigen der Medici-Sippe. Ab 1385 leitete er die römische Filiale von Vieris Bank. Nach der Auflösung von Vieris Bank 1391/1392 machte sich Giovanni selbständig und übernahm die römische Filiale. Mit diesem Schritt gründete er die Medici-Bank.

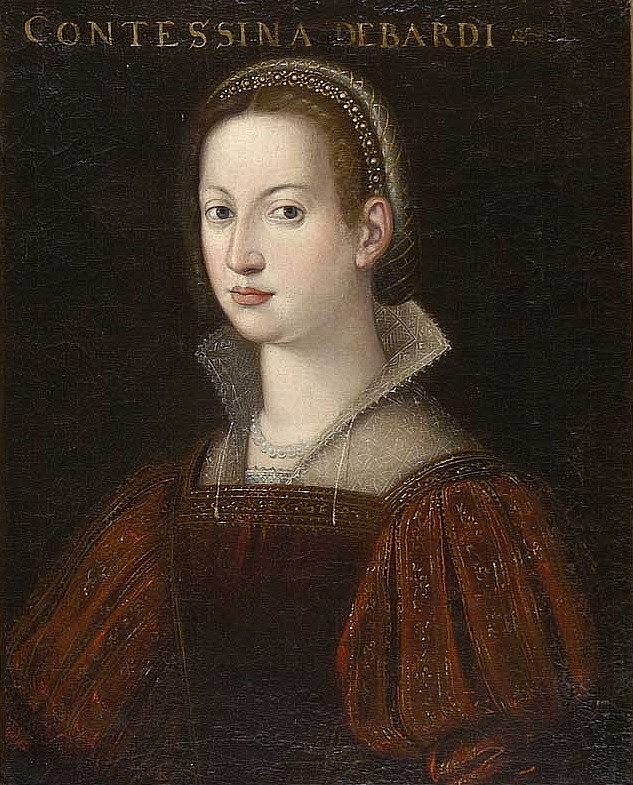
Cosimos Frau Contessina de’ Bardi. Posthumes Ölgemälde aus dem 16. Jahrhundert, Palazzo Pitti, Florenz

Obwohl Rom der weitaus attraktivste Standort in ganz Italien war, verlegte Giovanni 1397 den Hauptsitz seines Unternehmens nach Florenz. Ausschlaggebend war dabei sein Wunsch, in seine Heimatstadt zurückzukehren. Dort schuf er in der Folgezeit zielstrebig ein Netzwerk von Verbindungen, von denen manche vor allem geschäftlich vorteilhaft waren, andere in erster Linie dazu dienten, sein Ansehen und seinen politischen Einfluss zu vergrößern. Seine beiden Söhne, Cosimo und der sechs Jahre jüngere Lorenzo, erhielten ihre Ausbildung in der väterlichen Bank und wurden dann an der Gestaltung der Geschäftspolitik beteiligt. Zu den Allianzen, die Giovanni di Bicci einging, gehörte seine Verbindung mit dem traditionsreichen adligen Geschlecht der Bardi. Die Bardi hatten in der ersten Hälfte des 14. Jahrhunderts zu den bedeutendsten Bankiers Europas gezählt. Ihre Bank war zwar 1345 spektakulär zusammengebrochen, doch betätigten sie sich später wieder mit Erfolg im Finanzbereich. Um 1413/1415 wurde das Bündnis der beiden Familien durch eine Heirat bekräftigt: Cosimo schloss die Ehe mit Contessina de’ Bardi di Vernio. Solche Heiraten waren ein wesentlicher Bestandteil der politischen und geschäftlichen Netzwerkbildung. Sie hatten gewichtige Auswirkungen auf den sozialen Status und den Einfluss einer Familie und wurden daher reiflich überlegt. Verschwägerung schuf Loyalitäten. Allerdings war nur ein Teil der Bardi-Sippe an dem Bündnis beteiligt, manche ihrer Zweige zählten zu den Gegnern der Medici.
Die ersten Jahrzehnte des 15. Jahrhunderts waren für die Medici-Bank eine Phase zielstrebig vorangetriebener Expansion. Sie hatte Zweigstellen in Rom, Venedig und Genf, zeitweilig auch in Neapel. Im Zeitraum von 1397 bis 1420 wurde ein Reingewinn von 151.820 Florin (fiorini) erwirtschaftet. Davon blieben nach Abzug des Anteils, der einem Partner zustand, für die Medici 113.865 Florin übrig. Mehr als die Hälfte des Gewinns stammte aus Rom, wo die wichtigsten Geschäfte getätigt wurden, nur ein Sechstel aus Florenz. Seinen größten Erfolg errang Giovanni 1413, als ihn der in Rom residierende Gegenpapst Johannes XXIII., mit dem er befreundet war, zu seinem Hauptbankier machte. Zugleich wurde sein Zweigstellenleiter in Rom päpstlicher Generaldepositar (depositario generale), das heißt, er übernahm die Verwaltung des größten Teils der Kircheneinkünfte gegen eine Provision. Als sich Johannes XXIII. im Herbst 1414 nach Konstanz begab, um an dem dorthin einberufenen Konzil teilzunehmen, gehörte Cosimo angeblich zu seinem Gefolge. Doch im folgenden Jahr erlitten die Medici einen herben Rückschlag, als das Konzil Johannes XXIII. absetzte. Damit verlor die Medici-Bank ihre fast monopolartige Stellung im Geschäft mit der Kurie; in den folgenden Jahren musste sie mit anderen Banken konkurrieren. Den Vorrang konnte sie sich erst wieder sichern, nachdem 1420 ein Hauptkonkurrent, die Spini-Bank, in die Insolvenz gegangen war.
Als sich Giovanni di Bicci 1420 aus der Leitung der Bank zurückzog, übernahmen seine Söhne Cosimo und Lorenzo gemeinsam die Führung des Unternehmens. Im Jahr 1429 starb Giovanni. Nach seinem Tod wurde das Familienvermögen nicht aufgeteilt; Cosimo und Lorenzo traten zusammen das Erbe an, wobei Cosimo als dem älteren die Entscheidungsgewalt zufiel. Das Vermögen bestand aus etwa 186.000 Florin, von denen zwei Drittel in Rom, jedoch nur ein Zehntel in Florenz erwirtschaftet worden waren – selbst die Zweigstelle in Venedig erwirtschaftete mehr. Neben der Bank gehörte der Familie umfangreicher Grundbesitz im Umland von Florenz, vor allem im Mugello, der Gegend, aus der die Familie ursprünglich stammte. Fortan erhielten die beiden Brüder zwei Drittel des Profits der Bank, der Rest ging an ihre Partner.
Angeblich hat Giovanni auf dem Totenbett seinen Söhnen geraten, diskret zu agieren. Sie sollten in der Öffentlichkeit zurückhaltend auftreten, um möglichst wenig Neid und Missgunst zu erregen. Beteiligung am politischen Prozess war für einen Bankier existenznotwendig, da er sonst damit rechnen musste, von Feinden und Rivalen ausmanövriert zu werden. Wegen der Heftigkeit und Unberechenbarkeit der politischen Auseinandersetzungen in der Stadt war aber eine zu starke Profilierung sehr gefährlich, wie der Ciompi-Aufstand gezeigt hatte. Konflikte waren daher möglichst zu vermeiden.

### Machtkampf und Verbannung (1429–1433)
Mit dem wirtschaftlichen Erfolg und sozialen Aufstieg der Medici wuchs ihr Anspruch auf politischen Einfluss. Damit stießen sie trotz ihres zurückhaltenden Auftretens bei einigen traditionell tonangebenden Sippen, die sich zurückgedrängt sahen, auf Widerstand. So kam es zur Bildung zweier großer Gruppierungen, die einander lauernd gegenüberstanden. Auf der einen Seite standen die Medici mit ihren Verbündeten und der breiten Klientel derer, die von ihren Geschäften, ihren Aufträgen und ihrem Einfluss direkt oder indirekt profitierten. Im gegnerischen Lager versammelten sich die Sippen, die ihre herkömmliche Machtstellung behalten und die Aufsteiger in die Schranken weisen wollten. Unter ihnen war die Familie Albizzi die bedeutendste; deren Oberhaupt Rinaldo degli Albizzi wurde zum Wortführer der Medici-Gegner. In dieser Spaltung der Bürgerschaft spiegelten sich nicht nur persönliche Gegensätze zwischen führenden Politikern, sondern auch unterschiedliche Mentalitäten und Grundeinstellungen. Bei der Albizzi-Gruppe handelte es sich um die konservativen Kreise, deren Dominanz 1378 durch den Ciompi-Aufstand, eine von benachteiligten Arbeitern getragene Erhebung der unteren Volksschichten (popolo minuto), bedroht worden war. Seit dieser schockierenden Erfahrung bemühten sie sich, ihren Status abzusichern, indem sie das Eindringen von suspekten Cliquen in die maßgeblichen Gremien zu hemmen trachteten. Aufruhr, Umsturz und diktatorische Gelüste sollten im Keim erstickt werden. Die zeitweilige Unterstützung der Medici für die aufständischen Arbeiter war nicht vergessen. Die Albizzi-Gruppe war aber keine Partei mit einer einheitlichen Führung und einem gemeinsamen Kurs, sondern ein lockerer, informeller Zusammenschluss einiger etwa gleichrangiger Clans. Außer der Gegnerschaft zu potentiell gefährlichen Außenseitern verband die Mitglieder dieser Allianz wenig. Ihre Grundhaltung war defensiv. Die Medici-Gruppe hingegen war vertikal strukturiert. Cosimo war ihr unangefochtener Anführer, der die wesentlichen Entscheidungen traf und die finanziellen Ressourcen, die den gegnerischen weit überlegen waren, zielbewusst einsetzte. Aufsteigerfamilien (gente nuova) zählten zu den natürlichen Verbündeten der Medici, doch beschränkte sich deren Anhängerschaft nicht auf Kräfte, die von erhöhter sozialer Mobilität profitieren konnten. Die Medici-Gruppe umfasste auch angesehene Patriziergeschlechter, die sich in ihr Netzwerk hatten eingliedern lassen, unter anderem durch Verschwägerung. Offenbar hatten die Albizzi in der Oberschicht stärkeren Rückhalt, während die Medici beim Mittelstand – den Handwerkern und Ladenbesitzern – größere Sympathien genossen. Die Zugehörigkeit eines großen Teils von Cosimos Parteigängerschaft zur traditionellen Elite zeigt aber, dass die früher gelegentlich vertretene Deutung des Konflikts als Kampf zwischen Klassen oder Ständen verfehlt ist.
Die Verhärtung des Gegensatzes ließ einen offenen Machtkampf als unvermeidlich erscheinen, doch musste dieser in Anbetracht der vorherrschenden Loyalität zur verfassungsmäßigen Ordnung im Rahmen der Legalität ausgetragen werden. Ab 1426 spitzte sich der Konflikt zu. Die Propaganda beider Seiten zielte auf die Verfestigung von Feindbildern ab. Für die Medici-Anhänger war Rinaldo degli Albizzi der arrogante Wortführer volksferner, oligarchischer Kräfte, der vom Ruhm seines Vaters zehrte und infolge seiner Unbesonnenheit Führungsqualitäten vermissen ließ. Die Albizzi-Gruppe stellte Cosimo als potentiellen Tyrannen dar, der seinen Reichtum nutze, um die Verfassung auszuhebeln und sich durch Bestechung und Korruption den Weg zur Alleinherrschaft zu bahnen. Indizien deuten darauf, dass die Vorwürfe beider Seiten einen beträchtlichen wahren Kern enthielten: Rinaldo stieß durch seine Schroffheit einflussreiche Sympathisanten wie die Familie Strozzi vor den Kopf und zerstritt sich sogar mit seinem Bruder Luca so sehr, dass dieser die Familienloyalität aufkündigte und zur Gegenseite überlief, was für damalige Verhältnisse ein ungewöhnlicher Schritt war. Auch die Polemik gegen die Medici fußte, wenngleich sie wohl überzogen war, auf Tatsachen: Die Medici-Gruppe infiltrierte die Verwaltung, verschaffte sich dadurch geheime Informationen, schreckte vor Dokumentenfälschung nicht zurück und manipulierte das squittinio in ihrem Sinn.
Anlass zu Polemik bot die Einführung des catasto, eines umfassenden Verzeichnisses aller steuerpflichtigen Güter und Einkommen, im Mai 1427. Das Verzeichnis bildete die Grundlage der Erhebung einer neu eingeführten Vermögenssteuer, die zur Reduzierung der dramatisch gestiegenen Staatsschulden benötigt wurde. Dieser Schritt bewirkte eine gewisse Verlagerung der Steuerlast von der indirekt besteuerten Mittelschicht zu den wohlhabenden Patriziern. Die besonders zahlungskräftigen Medici konnten die neue Last besser verkraften als manche ihrer weniger vermögenden Gegner, für die der catasto einen harten Schlag bedeutete. Zwar hatte Giovanni di Bicci die Einführung der Vermögenssteuer anfangs abgelehnt und später nur zögerlich unterstützt, doch gelang es den Medici, sich als Befürworter der in der Bevölkerung populären Maßnahme darzustellen. Sie konnten sich damit als Patrioten profilieren, die zu ihrem eigenen Nachteil für die Sanierung des Staatshaushalts eintraten und selbst einen gewichtigen Beitrag dazu leisteten.
Weiter angeheizt wurde der Konflikt durch den Krieg gegen Lucca, den Florenz Ende 1429 begann. Die militärischen Auseinandersetzungen endeten im April 1433 mit einem Friedensschluss, ohne dass die Angreifer ihr Kriegsziel erreicht hatten. Die beiden verfeindeten Cliquen in Florenz hatten den Krieg einhellig befürwortet, nutzten dann aber seinen ungünstigen Verlauf als Waffe in ihrem Machtkampf. Rinaldo hatte als Kriegskommissar am Feldzug teilgenommen, daher konnte er für dessen Misserfolg mitverantwortlich gemacht werden. Er seinerseits gab die Schuld dem für die Koordinierung der Kriegführung zuständigen Zehnerausschuss, in dem Anhänger der Medici stark vertreten waren; der Ausschuss habe seine Bemühungen sabotiert. Cosimo konnte sich bei dieser Gelegenheit in ein günstiges Licht rücken: Er hatte dem Staat 155 887 Florin geliehen, einen Betrag, der mehr als ein Viertel des kriegsbedingten Sonder-Finanzbedarfs ausmachte. Damit konnte der Mediceer seinen Patriotismus und seine einzigartige Bedeutung für das Schicksal der Republik propagandawirksam demonstrieren. Insgesamt stärkte der Kriegsverlauf somit die Stellung der Medici-Gruppe in der öffentlichen Meinung.
Die Strategie der Albizzi-Gruppe zielte darauf ab, die Gegner – vor allem Cosimo persönlich – verfassungsfeindlicher Umtriebe anzuklagen und sie so mit strafrechtlichen Mitteln außer Gefecht zu setzen. Eine Handhabe bot den Feinden der Medici ein von ihnen im Dezember 1429 durchgebrachtes Gesetz, das staatsschädliche Protektion unterbinden und den inneren Frieden sichern sollte. Es richtete sich gegen Aufsteiger, die sich durch ihre Beziehungen zu Mitgliedern der Signoria unerlaubte Vorteile verschafften, und gegen Große, die Unruhe stifteten. Diese Gesetzgebung zielte somit auf Cosimo und seine sozial und politisch mobile Klientel. Ab 1431 wurde den führenden Köpfen der Medici-Gruppe zunehmend mit Aberkennung der Bürgerrechte und Verbannung gedroht. Zu diesem Zweck sollte eine Sonderkommission gebildet und zu entsprechenden Maßnahmen bevollmächtigt werden. Nach dem Ende des Krieges gegen Lucca wurde die Gefahr für Cosimo akut, da er nun nicht mehr als Kreditgeber des Staats benötigt wurde. Daraufhin leitete er im Frühjahr 1433 den Transfer seines Kapitals ins Ausland ein. Einen großen Teil ließ er nach Venedig und Rom schaffen, einiges Geld versteckte er in Florenz in Klöstern. Damit sicherte er das Bankvermögen gegen das Risiko einer Enteignung, die im Fall einer Verurteilung wegen Hochverrats zu befürchten war.
Die Auslosung der Posten in der Signoria für die Amtszeit September und Oktober 1433 ergab eine Zweidrittelmehrheit der Medici-Gegner. Diese Gelegenheit ließen sie sich nicht entgehen. Cosimo, der sich außerhalb der Stadt aufhielt, wurde von der Signoria zu einer Beratung eingeladen. Bei seinem Eintreffen im Stadtpalast am 5. September wurde er sofort festgenommen. Mit der Mehrheit von sechs zu drei beschloss die Signoria seine Verbannung und eine Sonderkommission bestätigte das Urteil, da er ein Zerstörer des Staats und Verursacher von Skandalen sei. Fast alle Angehörigen der Medici-Sippe wurden für zehn Jahre von den Ämtern der Republik ausgeschlossen. Cosimo wurde nach Padua, sein Bruder Lorenzo nach Venedig verbannt; dort sollten sie zehn Jahre bleiben. Falls sie die ihnen zugewiesenen Aufenthaltsorte vorzeitig verließen, drohte ihnen ein weiteres Urteil, das die Heimkehr für immer ausschloss. Die lange Dauer der angeordneten Abwesenheit sollte das Netzwerk der Medici dauerhaft lahmlegen und zerreißen. Cosimo musste als Garantie für sein künftiges Wohlverhalten eine Kaution von 20.000 Florin hinterlegen. Er akzeptierte das Urteil, wobei er seine Loyalität zur Republik hervorhob, und ging Anfang Oktober 1433 ins Exil.

### Umschwung und Heimkehr (1433–1434)
Bald zeigte sich, dass das Netzwerk der Medici nicht nur in Florenz intakt blieb, sondern sogar im fernen Ausland effizient funktionierte. Cosimos Abschied und seine Reise nach Padua wurden zu einer triumphalen Demonstration seines Einflusses im In- und Ausland. Schon unterwegs erhielt er eine Vielzahl von Sympathiekundgebungen, Treuebezeugungen und Hilfsangeboten prominenter Persönlichkeiten und ganzer Städte. In Venedig, zu dessen Territorium der Verbannungsort Padua damals gehörte, war die Unterstützung besonders stark, was mit dem Umstand zusammenhing, dass die Medici-Bank dort seit Jahrzehnten eine Filiale unterhielt. Als Cosimos Bruder Lorenzo in Venedig eintraf, wurde er vom Dogen Francesco Foscari persönlich sowie vielen Adligen empfangen. Die Republik Venedig ergriff klar für die Verfolgten Partei und schickte einen Gesandten nach Florenz, der sich um die Aufhebung des Urteils bemühen sollte. Dieser erreichte immerhin, dass Cosimo gestattet wurde, sich in Venedig anzusiedeln. Kaiser Sigismund, den die Venezianer informiert hatten, äußerte seine Missbilligung der Verbannung, die er für eine Dummheit der Florentiner hielt. Sigismund hatte auf seinem Italienzug, von dem er im Oktober 1433 heimkehrte, unter anderem eine Regelung seines Verhältnisses zur Republik Florenz angestrebt, aber keinen Verhandlungserfolg erzielen können.
Den Umschwung brachte schließlich ein neuer Geldbedarf der Republik Florenz. Da die Lage der Staatsfinanzen prekär war und die Medici-Bank als Kreditgeber nicht mehr zur Verfügung stand, zeichnete sich eine Steuererhöhung ab. Dies führte zu solcher Unzufriedenheit, dass im Lauf des Frühlings und Sommers 1434 die Stimmung in der Führungsschicht kippte. Anhänger der Medici und Befürworter einer Versöhnung bekamen zunehmend Oberwasser. Die neue Stimmungslage spiegelte sich in der für die Amtszeit September und Oktober 1434 ausgelosten Signoria, die teils dezidiert medicifreundlich, teils versöhnungsbereit war. Der neue gonfaloniere di giustizia war ein entschlossener Gefolgsmann Cosimos. Er setzte am 20. September die Aufhebung des Verbannungsurteils durch. Nun drohte den Anführern der Albizzi-Gruppe das Schicksal, das sie im Vorjahr ihren Feinden bereitet hatten. Um dem zuvorzukommen, planten sie für den 26. September einen Staatsstreich und zogen Bewaffnete zusammen. Da aber die Gegenseite rechtzeitig ihre Kräfte mobilisiert hatte, wagten sie den Angriff nicht, denn ohne das Überraschungsmoment hätte er einen Bürgerkrieg mit geringen Erfolgschancen bedeutet. Schließlich griff Papst Eugen IV. als Vermittler ein. Der Papst war von einem Volksaufstand aus Rom vertrieben worden und lebte seit einigen Monaten in Florenz im Exil. Als Venezianer war Eugen tendenziell medicifreundlich gesinnt, und vor allem konnte er auf künftige Darlehen der Medici-Bank hoffen. Es gelang ihm, Rinaldo zur Aufgabe zu bewegen.
Am 29. September brach Cosimo zur Heimkehr auf, die sich ebenso wie seine Abreise triumphal gestaltete. Am 2. Oktober wurde die Verbannung Rinaldos und einiger seiner Weggefährten verfügt. Damit hatte die Medici-Gruppe den Machtkampf endgültig zu ihren Gunsten entschieden. Als Sieger gab sich Cosimo versöhnlich und agierte wie gewohnt vorsichtig. Allerdings hielt er es zur Sicherung seiner Stellung für erforderlich, 73 feindliche Bürger ins Exil zu schicken. Viele von ihnen durften später zurückkehren und sich sogar wieder für die Signoria qualifizieren.
Die Ursachen für den Ausgang des Machtkampfs wurden im frühen 16. Jahrhundert von Niccolò Machiavelli analysiert. Er zog daraus allgemeine Lehren, darunter seine berühmte Forderung, dass ein Eroberer der Macht unmittelbar nach der Inbesitznahme des Staates alle unvermeidlichen Grausamkeiten auf einen Schlag begehen müsse. Machiavellis Einschätzung, wonach der Albizzi-Gruppe ihre Unentschlossenheit und Halbherzigkeit zum Verhängnis wurde, wird von der modernen Forschung geteilt. Weitere Faktoren, die den Medici-Gegnern schadeten, waren das Fehlen innerer Geschlossenheit und einer über Autorität verfügenden Führung. Hinzu kam ihr Mangel an Rückhalt im Ausland, wo Cosimo mächtige Verbündete hatte.

### Tätigkeit als Staatsmann (1434–1464)
Nach seiner triumphalen Heimkehr wurde Cosimo faktisch der Lenker des florentinischen Staates und blieb bis zu seinem Tod in dieser informellen Stellung. Dabei respektierte er äußerlich die Institutionen der republikanischen Verfassung, ein Amt mit Sondervollmachten strebte er für sich nicht an. Er agierte aus dem Hintergrund mittels seines weitgespannten in- und ausländischen Netzwerks.

#### Das Bankgeschäft als materielle Basis

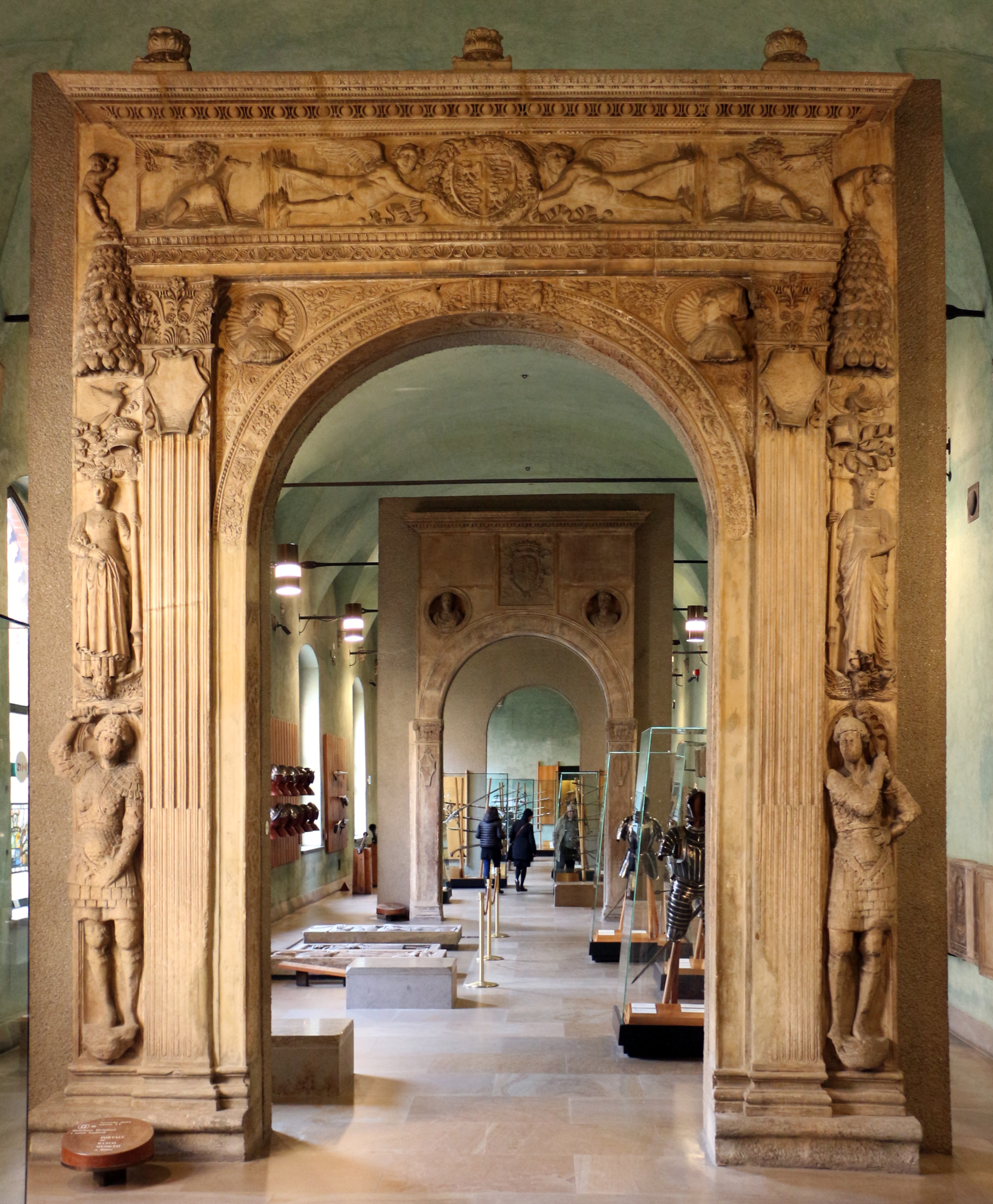
Das Portal der Medici-Bank in Mailand. Museo d’Arte Antica, Castello Sforzesco, Mailand

Cosimo und seinen Zeitgenossen stand stets die Tatsache vor Augen, dass die Grundlage seiner politischen Machtentfaltung sein kommerzieller Erfolg war. Der Zusammenhalt seines Netzwerks hing in erster Linie von den Geldflüssen ab, die nicht versiegen durften. In Nord- und Mittelitalien florierte das Bankgeschäft, und niemand war darin erfolgreicher als er. Auch in der Kunst des Einsatzes finanzieller Ressourcen für politische Ziele war er zu seiner Zeit unübertroffen. Unter seiner Leitung expandierte die Medici-Bank weiter; neue Zweigstellen wurden in Pisa, Mailand, Brügge, London und Avignon eröffnet, die Genfer Filiale wurde nach Lyon verlegt.
Eine Haupteinnahmequelle der großen, überregional operierenden Banken, insbesondere der Medici-Bank, war die Kreditvergabe an Machthaber und geistliche Würdenträger. Besonders groß war der Kreditbedarf der Päpste, die zwar über gewaltige Einkünfte aus der gesamten katholischen Welt verfügten, aber wegen kostspieliger militärischer Unternehmungen immer wieder in Engpässe gerieten. Darlehen an Machthaber waren lukrativ, aber mit beträchtlichen Risiken verbunden. Es musste mit der Möglichkeit gerechnet werden, dass solche Schuldner die Rückzahlung verweigerten oder nach einem verlustreichen Krieg, den sie mit Fremdkapital finanziert hatten, zumindest zeitweilig nicht mehr zahlungsfähig waren. Ein weiteres Risiko bestand im gewaltsamen Tod des Schuldners durch einen Mordanschlag oder auf einem Feldzug. Durch solche Ereignisse bedingte Zahlungsausfälle konnten auch bei großen Banken zur Insolvenz führen. Die Einschätzung der Chancen und Risiken derartiger Geschäfte gehörte zu den wichtigsten Aufgaben Cosimos.
Ein Bankier des 15. Jahrhunderts benötigte politische Begabung und großes diplomatisches Geschick, denn Geschäft und Politik waren verschmolzen und mit vielfältigen familiären Interessen verknüpft. Darlehensgewährung war häufig auch faktische Parteinahme in den erbitterten Konflikten zwischen Machthabern, Städten oder auch Parteien innerhalb einer Bürgerschaft. Entscheidungen über die Vergabe, Begrenzung oder Verweigerung von Krediten oder Unterstützungsgeldern hatten weitreichende politische Konsequenzen; sie schufen und bewahrten Bündnisse und Netzwerke oder erzeugten gefährliche Feindschaften. Auch militärisch wirkten sie sich aus, denn die zahlreichen Kriege unter den nord- und mittelitalienischen Städten wurden mit dem kostspieligen Einsatz von Söldnerführern (Condottieri) ausgetragen. Diese standen mit ihren Truppen nur zur Verfügung, solange der Auftraggeber zahlungskräftig war; wenn dies nicht mehr der Fall war, ließen sie sich vom Feind abwerben oder plünderten auf eigene Rechnung. Die Entscheidungen, die Cosimo als Bankier traf, waren zum Teil nur politisch, nicht kommerziell sinnvoll. Manche seiner Zahlungen waren politisch unumgänglich, aber ökonomisch reine Verlustgeschäfte. Sie dienten der Pflege seines Ansehens oder der Sicherung der Loyalität von Verbündeten. Dazu zählten die Belohnungen für geleistete politische Dienste und die Erfüllung von Aufgaben, die als patriotische Pflichten galten.

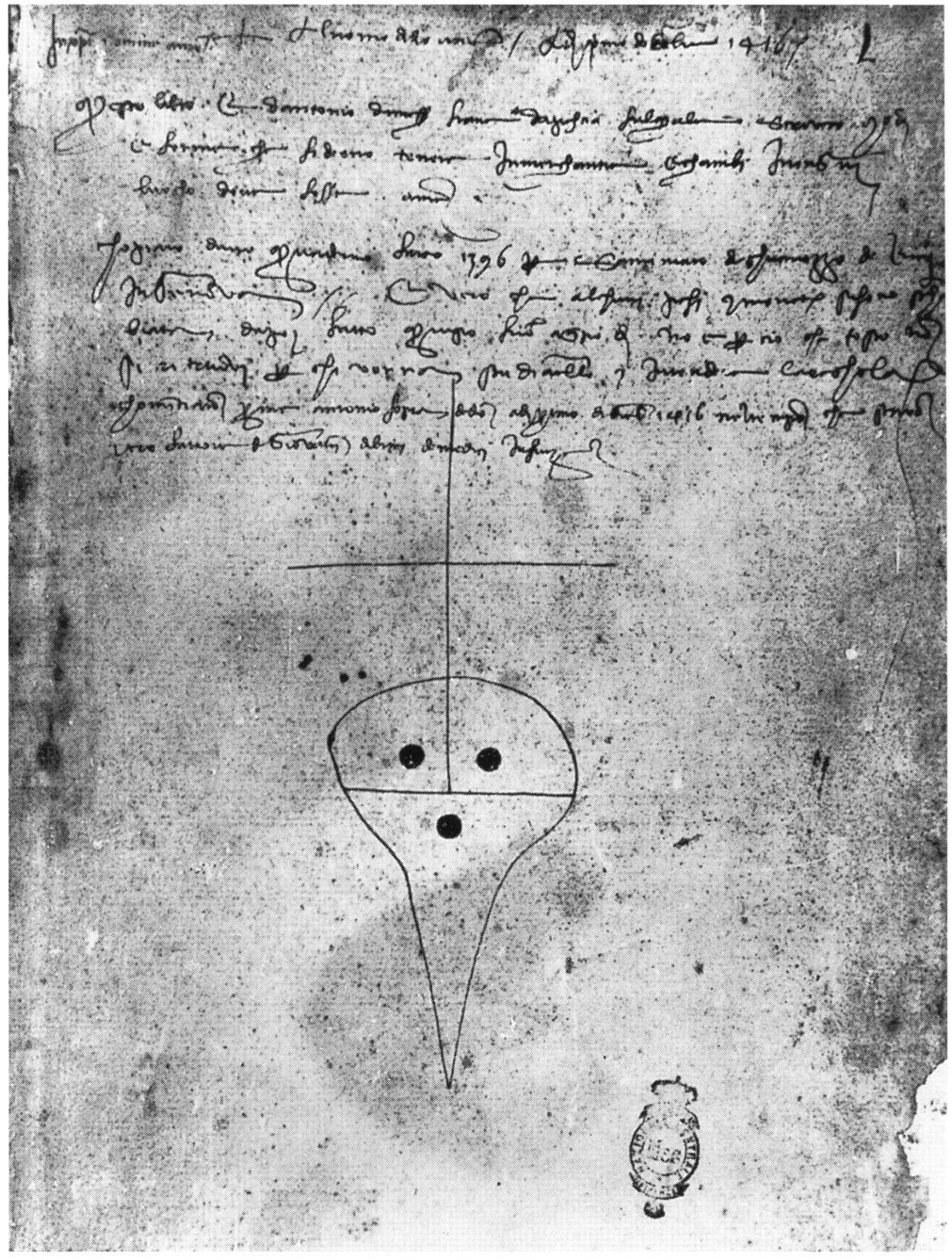
Das Zeichen, das in der Medici-Bank zur Beglaubigung von Dokumenten verwendet wurde. Florenz, Biblioteca Nazionale Centrale, Codex Panciatichi 71, fol. 1r

In Florenz waren die Haupteinnahmequellen der Medici-Bank der Geldwechsel und die Kreditvergabe an Angehörige der Oberschicht, die in finanzielle Bedrängnis geraten waren. Insbesondere zur Bezahlung von Steuerschulden wurden Darlehen benötigt, denn säumige Steuerschuldner durften keine Ämter ausüben. Weitaus bedeutender war jedoch das Kreditgeschäft mit auswärtigen Machthabern. Der wichtigste Geschäftspartner der Bank war der Papst, als dessen Hauptbankier Cosimo fungierte. Vor allem dank der Verbindung mit der Kurie waren die römischen Geschäfte der Bank die lukrativsten. Die dortigen Zinseinnahmen und die Provisionen auf die getätigten Transaktionen boten eine hohe Gewinnspanne und die Geschäfte waren wegen des ständigen Geldbedarfs der Kurie sehr umfangreich. Daher erwirtschaftete die Filiale in Rom den größten Teil der Gewinne. Außerdem wirkte sich die enge Beziehung zur Kurie auch politisch vorteilhaft aus. Wenn der Papst Rom verließ, folgte ihm die römische Filiale; sie war stets dort zu finden, wo sein Hof sich aufhielt.
Neben der politischen und ökonomischen Kompetenz war der wichtigste Faktor, von dem der Erfolg eines Bankiers abhing, seine Menschenkenntnis. Er musste in der Lage sein, die Kreditwürdigkeit seiner Kunden und die Zuverlässigkeit seiner auswärtigen Zweigstellenleiter, die viele Gelegenheiten zum Betrug hatten, richtig einzuschätzen. Cosimo verfügte ebenso wie sein Vater in hohem Maße über diese Fähigkeiten. Seine Verschwiegenheit, Nüchternheit und Voraussicht und sein geschickter Umgang mit Geschäftspartnern verschafften ihm Respekt. Auch die moderne Forschung würdigt diese Qualitäten des Mediceers, die maßgeblich zu seinem kommerziellen und politischen Erfolg beitrugen.
Aus Cosimos Korrespondenz mit dem Leiter der Filiale der Medici-Bank in Venedig geht hervor, dass die Bank systematisch Steuern hinterzog und dass Cosimo persönlich Anweisungen zur Bilanzfälschung erteilte. Der Zweigstellenleiter, Alessandro Martelli, versicherte ihm, dass auf die Verschwiegenheit des Personals Verlass sei.

#### Innenpolitische Konsolidierung (1434–1455)

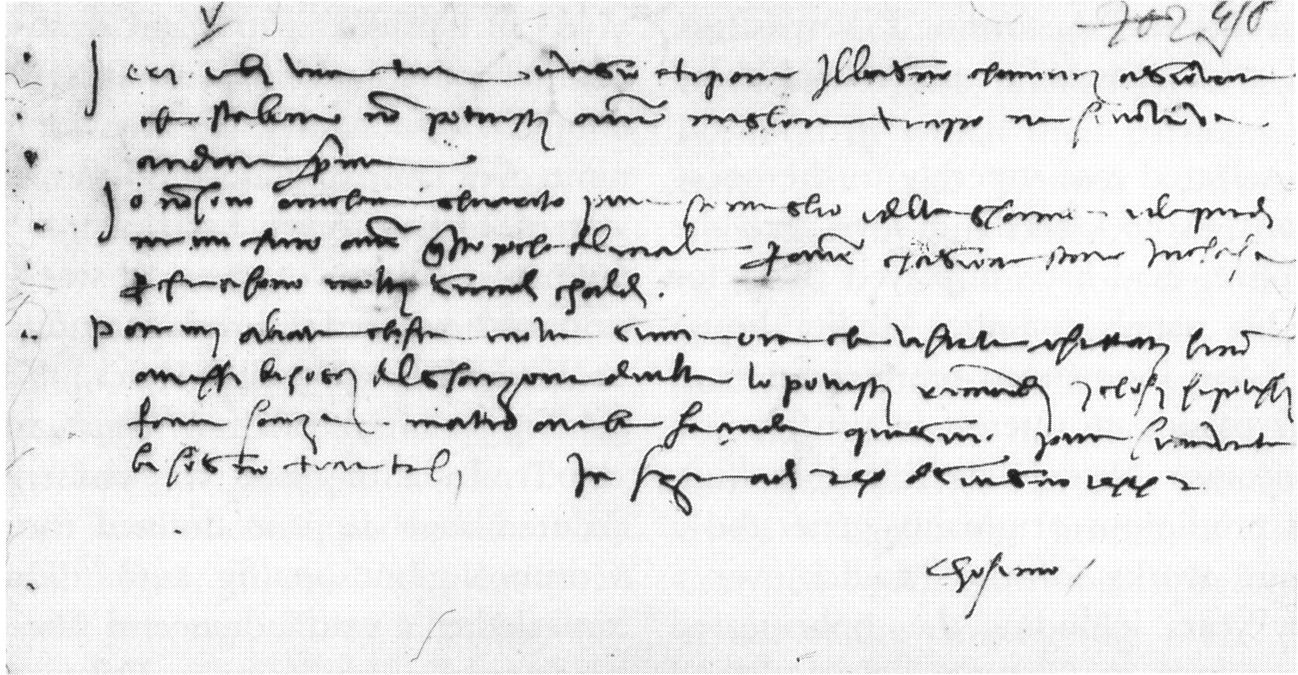
Ein eigenhändiger Brief Cosimos an seinen Sohn Giovanni vom 24. Juni 1442. Florenz, Archivio di Stato, Medici avanti il Principato, V, 441

Der entscheidende Schritt, der nach dem Sieg von 1434 die Stellung Cosimos dauerhaft absicherte, war eine Änderung des Auslosungsverfahrens zur Bestimmung der Mitglieder der Signoria. Die Gesamtmenge der Namen auf den Loszetteln, die in die Beutel gelegt wurden, wurde von rund zweitausend auf eine Mindestzahl von 74 reduziert, für den Beutel des gonfaloniere di giustizia wurde eine Mindestzahl von vier festgelegt. Damit wurde die Anzahl der Kandidaten überschaubar und die Rolle des Zufalls im Auslosungsprozess stark vermindert. Mit der Füllung der Losbeutel waren traditionell von der Signoria ernannte Männer betraut, die accoppiatori genannt wurden. Sie sorgten fortan dafür, dass nur noch Namen von Bewerbern, die Cosimo genehm waren, in die Beutel kamen. So blieb es zwar beim Prinzip des Losentscheids, doch war nun ein wirksamer Filter eingebaut, der überraschende Änderungen der Machtverhältnisse verhinderte. Dieses Verfahren wurde imborsazione a mano („Handverlesung“) genannt. Es konnte zwar von Cosimo durchgesetzt werden, war aber in der Bürgerschaft tendenziell unbeliebt, da es offensichtlich manipulativ war und für viele den Zugang zu den prestigereichen Ämtern erschwerte oder verunmöglichte. Immer wieder wurde die Forderung nach Rückkehr zum offenen Losverfahren erhoben. Mit diesem Anliegen konnte man auf harmlose Art Unzufriedenheit mit der Machtfülle des Mediceers ausdrücken. Das Ausmaß des Widerstands gegen die Handverlesung wurde zum Gradmesser für die Unbeliebtheit des Herrschaftssystems. Dies hatte für Cosimo auch Vorteile: Er erhielt dadurch die Möglichkeit, flexibel zu reagieren, wenn sich in der Bürgerschaft Ärger aufstaute oder wenn er den Eindruck hatte, dass eine relativ entspannte Lage ihm Konzessionen gestattete. Je nach der Entwicklung der innen- und außenpolitischen Verhältnisse setzte er reine Handverlesung durch oder ließ freie Auslosung zu. Zeitweilig wurde ein Mischverfahren praktiziert, bei dem die Namen des gonfaloniere di giustizia und dreier weiterer Ratsmitglieder aus handverlesenen Beuteln gezogen und die übrigen fünf Mitglieder der Signoria frei ausgelost wurden.
Den vielen Bürgern, die keine Gelegenheit erhielten, Mitglied der Signoria zu werden, bot Cosimos System Gelegenheit, ihren Ehrgeiz dennoch teilweise zu befriedigen. Ansehen verschaffte nicht nur die Ausübung eines Regierungsamts, sondern schon die Anerkennung der Tatsache, dass man als ehrbarer Bürger die persönlichen Voraussetzungen dafür erfüllte. In die Beutel legte man daher auch Loszettel von Personen, gegen die keine persönlichen Einwände bestanden, die aber aus einem äußerlichen Grund nicht in Betracht kamen, etwa weil sie mit einem Amtsinhaber zu nahe verwandt waren oder infolge des Quotensystems ausscheiden mussten, da sie zur falschen Zunft gehörten oder im falschen Bezirk wohnten. Wenn dann ein solcher Zettel gezogen wurde, wurde festgestellt, dass der Betreffende als Ausgeloster „gesehen“ wurde (veduto), aber wegen eines formalen gesetzlichen Hindernisses seinen Sitz im Stadtrat nicht einnehmen konnte. Ein veduto konnte aus dem Umstand, dass ihm die theoretische Amtsfähigkeit bescheinigt wurde, Prestige ziehen.
Im Lauf der Zeit wurden immer wieder temporäre Gremien mit legislativen und finanzpolitischen Sondervollmachten geschaffen. Die Einrichtung von Kommissionen zur Erledigung besonderer Aufgaben, auch in Notstandslagen, war an sich keine Neuerung und stand mit der republikanischen Verfassung in Einklang. Ein Unterschied zu den früheren Verhältnissen bestand aber darin, dass solche Gremien früher nach einigen Tagen oder wenigen Wochen wieder aufgelöst wurden, während nun ihre Vollmachten für längere Zeiträume erteilt wurden. Damit nahm ihr politisches Gewicht zu, was Cosimos Absicht entsprach; für ihn waren die Kommissionen wichtige Machtinstrumente. Durch diese Entwicklung kam es jedoch zu Reibungen mit den fortbestehenden alten Institutionen, dem Volksrat und dem Gemeinderat. Diese verteidigten ihre herkömmlichen Rechte, waren aber im Machtkampf dadurch benachteiligt, dass ihre Amtsperiode nur vier Monate betrug. Die Abgrenzung der Zuständigkeiten zwischen den ständigen und den temporären Gremien war kompliziert und umkämpft, es ergaben sich Überschneidungen und Kompetenzstreitigkeiten. Dabei war die Steuergesetzgebung ein besonders heikles Feld. Hier war Cosimo darauf angewiesen, den Konsens mit der Führungsschicht der Bürgerschaft zu suchen. Da er keine diktatorische Macht besaß, waren die Gremien keineswegs gleichgeschaltet. Sowohl der Volks- und der Gemeinderat als auch die Kommissionen fassten Beschlüsse gemäß den Interessen und Überzeugungen ihrer Mitglieder, die nicht immer mit Cosimos Wünschen übereinstimmten. Die Räte waren in der Lage, seinen Absichten hinhaltenden Widerstand zu leisten. Die Abstimmungen in den Gremien waren frei, wie die manchmal knappen Mehrheiten zeigen.

#### Krisenjahre (1455–1458)
Nur einmal geriet Cosimos Regierungssystem in eine ernste Krise. Dies geschah erst im letzten der drei Jahrzehnte, in denen er die Herrschaft ausübte. Als die italienischen Mächte im Februar 1455 einen allgemeinen Frieden schlossen, kam es zu einer außenpolitischen Entspannung, die so weitgehend war, dass das unpopuläre System der Handverlesung nicht mehr mit einem äußeren Notstand begründet werden konnte. In der Öffentlichkeit wurde die Forderung nach Wiedereinführung des offenen Losverfahrens lauter denn je. Cosimo gab nach: Die alte Ordnung trat wieder in Kraft, die Handverlesung wurde verboten, der Volksrat und der Gemeinderat erhielten den früheren Umfang ihrer legislativen und finanzpolitischen Entscheidungsgewalt zurück. Damit wurde die Medici-Herrschaft wieder von Zufällen und von der Gunst der öffentlichen Meinung abhängig. In dieser labilen Lage verschärfte sich ein Problem, das für das Regierungssystem eine ernste Bedrohung darstellte: Die öffentlichen Finanzen waren wegen langjähriger hoher Rüstungsaufwendungen und wiederholter Epidemien so zerrüttet, dass die Erhöhung der direkten Steuer, die von der wohlhabenden Oberschicht zu entrichten war, unumgänglich schien. Dieses Vorhaben stieß aber auf anhaltenden Widerstand, neue Steuergesetze wurden in den Räten blockiert. Im September 1457 entlud sich der Unmut in einer Verschwörung, die auf einen Umsturz abzielte. Das Komplott wurde entdeckt und sein Anführer Piero de’ Ricci hingerichtet.
Die Spannungen nahmen weiter zu, als die Räte schließlich im Januar 1458 ein neues, von Cosimo befürwortetes Steuergesetz billigten, das sich auf die gesamte wohlhabende Schicht auswirkte. Das Gesetz entlastete die Minderbemittelten und erhöhte den Steuerdruck auf die Reichen. Der seit Jahrzehnten unverändert gültige catasto, das Verzeichnis der steuerpflichtigen Vermögen und Einkommen, sollte auf den aktuellen Stand gebracht werden. Das wurde von denjenigen, deren Besitz seit der letzten Veranlagung stark zugenommen hatte, als harter Schlag empfunden. Infolgedessen schwand im Patriziat die Zustimmung zum herrschenden System. Im April 1458 wurde ein Gesetz eingeführt, das die Schaffung bevollmächtigter Kommissionen stark erschwerte und ihnen die Durchführung eines squittinio verbot. Da Kommissionen für Cosimo ein wichtiges Instrument waren, mit dem er seinen Einfluss auf den squittinio und damit auf die Kandidaturen ausübte, richtete sich diese Maßnahme gegen ein Hauptelement seines Herrschaftssystems. Das neue Gesetz wurde im Volksrat und im Gemeinderat mit überwältigenden Mehrheiten gebilligt. Cosimos Schwächung war unübersehbar.
Die Lockerung der Medici-Herrschaft seit der Verfassungsreform von 1455 und die allgemeine Verunsicherung angesichts der sozialen Spannungen und fiskalischen Probleme führten zu einer grundsätzlichen Debatte über die Verfassungsordnung. Über das Ausmaß und die Ursachen der Übelstände sowie mögliche Abhilfen wurde offen und kontrovers diskutiert. Eine zentrale Frage war, wie der Personenkreis, der für wichtige Ämter in Betracht kam, festgelegt werden sollte. Cosimo wünschte einen kleinen Kreis potentieller Amtsträger, er erstrebte die Rückkehr zur Handverlesung. Auf der Gegenseite standen Geschlechter, die für Auslosung aus einem großen Kandidatenkreis eintraten, weil sie der Dominanz Cosimos überdrüssig waren und sein Regierungssystem beseitigen wollten. Die Signoria neigte einige Zeit zu einer Kompromisslösung, doch gewannen die Befürworter der Handverlesung zunehmend an Boden. Außerdem plädierten Anhänger der Medici-Herrschaft für die Einführung eines neuen ständigen Gremiums mit sechsmonatiger Amtszeit, das weitreichende Vollmachten erhalten sollte. Begründet wurde dies mit der Notwendigkeit der Effizienzverbesserung. Dieser Vorschlag war jedoch, wie seine Befürworter einräumten, im Volksrat und im Gemeinderat chancenlos. Daher wurde nicht einmal versucht, ihn dort durchzubringen.
Im Sommer 1458 kam es zu einer Verfassungskrise. In der Signoria, die im Juli und August amtierte, dominierte Cosimos Gefolgschaft, die entschlossen war, diese Gelegenheit zur Rückeroberung der Macht zu nutzen. Der Volksrat, in dem Gegner der Medici die Oberhand hatten, wies jedoch die Vorschläge der Signoria hartnäckig zurück. Die Medici-Gruppe versuchte, eine offene Abstimmung im Volksrat durchzusetzen, um Druck auf einzelne Ratsmitglieder ausüben zu können. Damit stieß sie aber auf den energischen Widerstand des Erzbischofs von Florenz, Antonino Pierozzi, der die geheime Abstimmung als Gebot der „natürlichen Vernunft“ bezeichnete und eine andere Verfahrensweise mit Androhung der Exkommunikation verbot.
Da unklar war, welche Seite ab September in der Signoria die Mehrheit haben würde, geriet die Medici-Gruppe unter Zeitdruck. Schließlich berief die Signoria, wie es die Verfassung für schwere Krisen vorsah, eine Volksversammlung (parlamento) ein. Eine solche Versammlung konnte verbindliche Beschlüsse fassen und eine Kommission mit Sondervollmachten zur Lösung der Krise einsetzen. Zuletzt war dies 1434 bei Cosimos Rückkehr geschehen, zuvor bei seiner Verbannung. Das parlamento von Florenz war in der Theorie als demokratisches Verfassungselement konzipiert; es sollte das Organ sein, das den Volkswillen zum Ausdruck brachte und in Notstandslagen eine Entscheidung herbeiführte, wenn der reguläre Gesetzgebungsprozess blockiert war. In der Praxis pflegte aber die Patriziergruppe, die das parlamento einberufen ließ, durch Einschüchterung dafür zu sorgen, dass die Beschlussfassung im gewünschten Sinn erfolgte. So war es auch diesmal. Cosimo, der sich nach außen hin zurückhielt, hatte am 1. August erstmals mit dem mailändischen Gesandten über militärische Unterstützung von außen verhandelt. Er war sich seiner Sache sicher; spätestens am 5. August fiel die Entscheidung, die Volksversammlung für den 11. August einzuberufen, obwohl noch keine Hilfszusage aus Mailand vorlag. Am 10. August ordnete die Signoria das parlamento für den folgenden Tag an. Als die Bürger zum Versammlungsort strömten, fanden sie ihn von einheimischen Bewaffneten und mailändischen Söldnern bewacht. Nach einem Augenzeugenbericht verlas ein Notar den Text, der zu genehmigen war, so leise, dass nur wenige in der Menge ihn verstanden und ihre Zustimmung äußerten. Dies wurde aber als ausreichend betrachtet. Die Versammlung billigte alle Vorschläge der Signoria und löste sich dann auf. Damit war die Krise beendet. Der Weg zur Verwirklichung einer Verfassungsreform, die Cosimos Herrschaft zementierte, war frei.

#### Neue Festigung der Macht (1458–1464)
Die Sieger ergriffen die Maßnahmen, die ihnen zur Sicherung der Macht erforderlich schienen. Mehr als 1500 politisch unzuverlässigen Bürgern wurde die Qualifikation zur Kandidatur für Führungsämter aberkannt. Viele von ihnen verließen die Stadt, in der sie keine Zukunft mehr für sich sahen. Eine Reihe von Verbannungsurteilen sollte der erneuten Entstehung einer organisierten Opposition vorbeugen. Die Befugnisse des Geheimdienstes, der otto di guardia, wurden vergrößert. Die Beschlüsse zum Umbau der Verfassung wurden teils schon von der Volksversammlung gefasst, teils von der neuen Sonderkommission, die zu diesem Zweck eingesetzt wurde. Der wichtigste Schritt neben der Rückkehr zur Handverlesung war die Schaffung eines ständigen Gremiums, das der Medici-Gruppe als dauerhaftes Herrschaftsinstrument dienen und die temporären Kommissionen der Zeit vor 1455 ablösen sollte. Dies war der „Rat der Hundert“, dessen Amtszeit auf sechs Monate festgelegt wurde. Ihm wurde die Aufgabe übertragen, als erster Rat über die Gesetze, welche die Ämterbesetzung, das Steuerrecht und die Einstellung von Söldnern betrafen, zu beraten und sie dann an den Volksrat und den Gemeinderat weiterzuleiten. Außerdem erhielt er ein Vetorecht bei allen nicht von ihm selbst ausgehenden Gesetzesinitiativen. Somit wurde für jedes neue legislative Vorhaben die Zustimmung aller drei Räte erforderlich, denn die alten Räte behielten das Recht, jede Gesetzgebung zu blockieren. Die Schonung der beiden alten Räte, die Hochburgen der Opposition gewesen waren, lässt erkennen, dass Cosimo beim Ausbau seiner Machtstellung vorsichtig vorging. Damit nahm er auf die Bedürfnisse des republikanisch gesinnten Patriziats Rücksicht. Für die Bestimmung der Mitglieder des Rats der Hundert wurde ein gemischtes Wahl- und Losverfahren mit komplizierten Regeln festgelegt. Qualifiziert sollten nur Bürger sein, deren Namen schon früher bei der Auslosung für die herkömmlichen Führungsämter (tre maggiori) gezogen worden waren. Diese Bestimmung sollte gewährleisten, dass nur bewährte Patrizier, deren Haltung bereits hinreichend bekannt war, in das neue Gremium gelangten.
Die Handverlesung für die Signoria wurde 1458 nur als Provisorium für fünf Jahre eingeführt. 1460 wurde das Provisorium nach der Aufdeckung einer Verschwörung um weitere fünf Jahre verlängert. Das lässt erkennen, dass dieses Verfahren weiterhin unbeliebt war und dem Patriziat nur aus besonderem Anlass und mit Befristung akzeptabel schien.
Unzufriedenheit machte sich in Florenz auch in den letzten Lebensjahren Cosimos noch bemerkbar, ernsthaft gefährdet wurde seine Stellung nach 1458 jedoch nicht mehr. In seinen letzten Jahren hielt er sich seltener im Palast der Signoria auf, er lenkte die Politik nun meist von seinem eigenen Palast in der Via Larga aus. Dorthin verlagerte sich das Machtzentrum.

#### Außenpolitik
Die Außenpolitik der Republik Florenz war zu Cosimos Zeit von einer Konstellation geprägt, in der neben Florenz die bedeutenden Regionalmächte Mailand, Venedig, Neapel und der Kirchenstaat die Hauptrollen spielten. Von diesen fünf Vormächten der italienischen Staatenwelt, die in der Forschung auch als Pentarchie bezeichnet werden, war Florenz die politisch und militärisch schwächste, aber durch das Bankwesen und den Fernhandel wirtschaftlich bedeutend. Zwischen Mailand und Florenz bestand eine traditionelle Feindschaft, die zu den bestimmenden Faktoren des Staatensystems im späten 14. Jahrhundert und in der ersten Hälfte des 15. Jahrhunderts gehörte. Die Florentiner sahen sich vom Expansionsdrang der Mailänder Herzöge aus dem Geschlecht der Visconti bedroht. Die Auseinandersetzung mit den Visconti betrachteten sie nicht als bloßen Konflikt zwischen zwei Staaten, sondern auch als Kampf zwischen ihrer republikanischen Freiheit und tyrannischer Gewaltherrschaft. Im Zeitraum 1390–1402 führte Florenz drei Abwehrkriege gegen Herzog Giangaleazzo Visconti, der Mailand zur Hegemonialmacht Italiens machen wollte und seinen Machtbereich nach Mittelitalien ausdehnte. Mailand war nicht nur militärisch überlegen, sondern hatte auch die Unterstützung der kleineren Städte der Toskana, die sich gegen die Unterwerfung unter florentinische Herrschaft wehrten. Florenz war auf sehr kostspielige Söldnertruppen angewiesen und litt daher unter den hohen Kriegskosten. Der dritte Krieg gegen Giangaleazzo verlief für die Florentiner ungünstig; am Ende standen sie 1402 ohne Verbündete da und mussten mit einer Belagerung rechnen. Nur der plötzliche Tod des Herzogs im Sommer 1402 rettete sie vor der existenziellen Gefahr.
Im Jahr 1424 führte die Expansionspolitik des Herzogs Filippo Maria Visconti zu einem neuen Krieg zwischen den beiden Städten, der bis 1428 dauerte. In diesem Kampf gegen Mailand war Florenz mit Venedig verbündet. Danach versuchten die Florentiner von Dezember 1429 bis April 1433 vergeblich, die toskanische Stadt Lucca militärisch zu unterwerfen. Lucca war theoretisch mit Florenz verbündet, stand aber faktisch auf der Seite Mailands. Cosimo, der die Aussichten auf einen Sieg über Lucca schon 1430 skeptisch beurteilt hatte, war im April 1433 maßgeblich an den Friedensverhandlungen beteiligt, die zur Beendigung der Feindseligkeiten führten.
Der Krieg gegen Lucca war für die Republik Florenz ein finanzielles Desaster, während die Medici-Bank als Kreditgeber des Staates davon profitierte. Daher gehörte zu den Anschuldigungen, die nach Cosimos Verhaftung 1433 gegen ihn erhoben wurden, auch die Behauptung, er habe den Krieg angezettelt und dann durch politische Intrigen unnötig verlängert, um daraus den größtmöglichen Profit zu schlagen. Die Glaubwürdigkeit der detaillierten Vorwürfe ist aus heutiger Sicht schwer zu beurteilen; auf jeden Fall ist mit polemischer Verzerrung zu rechnen. Unzweifelhaft ist, dass Cosimos Rivale Rinaldo degli Albizzi zu den profiliertesten Befürwortern des Krieges zählte. Nach dem Fehlschlag spielte die Schuldfrage in den innenpolitischen Machtkämpfen der Florentiner Patriziergeschlechter offenbar eine wichtige Rolle.
Das politische Gewicht der Medici zeigte sich in den Verhandlungen, die 1438 über die Verlagerung des in Ferrara tagenden Konzils nach Florenz geführt wurden. Cosimo hielt sich damals als Gesandter der Republik Florenz monatelang in Ferrara auf und verhandelte mit Papst Eugen IV. und dessen Mitarbeitern. Auch sein Bruder Lorenzo gehörte zu den maßgeblichen Akteuren. Die Florentiner erhofften sich von den guten Beziehungen der Medici zur Kurie eine wirksame Unterstützung ihres Anliegens. Tatsächlich kam eine Vereinbarung über den Umzug nach Florenz zustande, die einen bedeutenden Erfolg der florentinischen Diplomatie darstellte.
Auch nachdem Cosimo den innenpolitischen Machtkampf 1434 gewonnen hatte, blieb die Auseinandersetzung mit Filippo Maria Visconti eine zentrale Herausforderung für die auswärtige Politik der Republik Florenz. Der Konflikt wurde wiederum militärisch ausgetragen. Verbannte Florentiner Gegner der Medici, darunter Rinaldo degli Albizzi, hatten sich nach Mailand begeben; sie hofften, Filippo Maria werde ihnen die Heimkehr mit Waffengewalt ermöglichen. Florenz war mit Papst Eugen IV. und Venedig verbündet. In der Schlacht von Anghiari besiegten im Jahr 1440 Truppen dieser Koalition das mailändische Heer. Damit war der Versuch der exilierten Feinde Cosimos, ihn mit ausländischer Hilfe zu stürzen, endgültig gescheitert. Im folgenden Jahr wurde ein für Florenz vorteilhafter Friedensvertrag geschlossen, der zur Festigung von Cosimos Herrschaft beitrug. Die Feindschaft zwischen Mailand und Florenz dauerte aber an, bis Filippo Maria 1447 ohne männlichen Erben starb und damit die Dynastie der Visconti erlosch.
Cosimo betrachtete das Bündnis mit Venedig und den Kampf gegen Mailand nicht als naturgegebene, zwangsläufige Konstellation, sondern nur als Folge der unvermeidlichen Konfrontation mit dem Geschlecht der Visconti. Sein langfristiges Ziel war eine Allianz mit Mailand, die der bedrohlichen Ausweitung des venezianischen Machtbereichs auf dem Festland entgegentreten sollte. Dies setzte einen Dynastiewechsel in Mailand voraus. Nach dem Tod Filippo Marias drohte dort ein Machtvakuum. Als Folge war aus Cosimos Sicht die Auflösung des Herrschaftsbereichs der erloschenen Familie Visconti und damit eine Hegemonie Venedigs in Norditalien zu befürchten. Daher war es ein zentrales Anliegen des Florentiner Staatsmanns, dass in Mailand ein neues, ihm freundlich gesinntes Geschlecht von Herzögen an die Macht kam. Sein Kandidat war der Condottiere Francesco Sforza, der mit Filippo Marias unehelicher Tochter und Erbin Bianca Maria verheiratet war. Sforzas Ehrgeiz, die Nachfolge des letzten Visconti anzutreten, war seit langem bekannt.

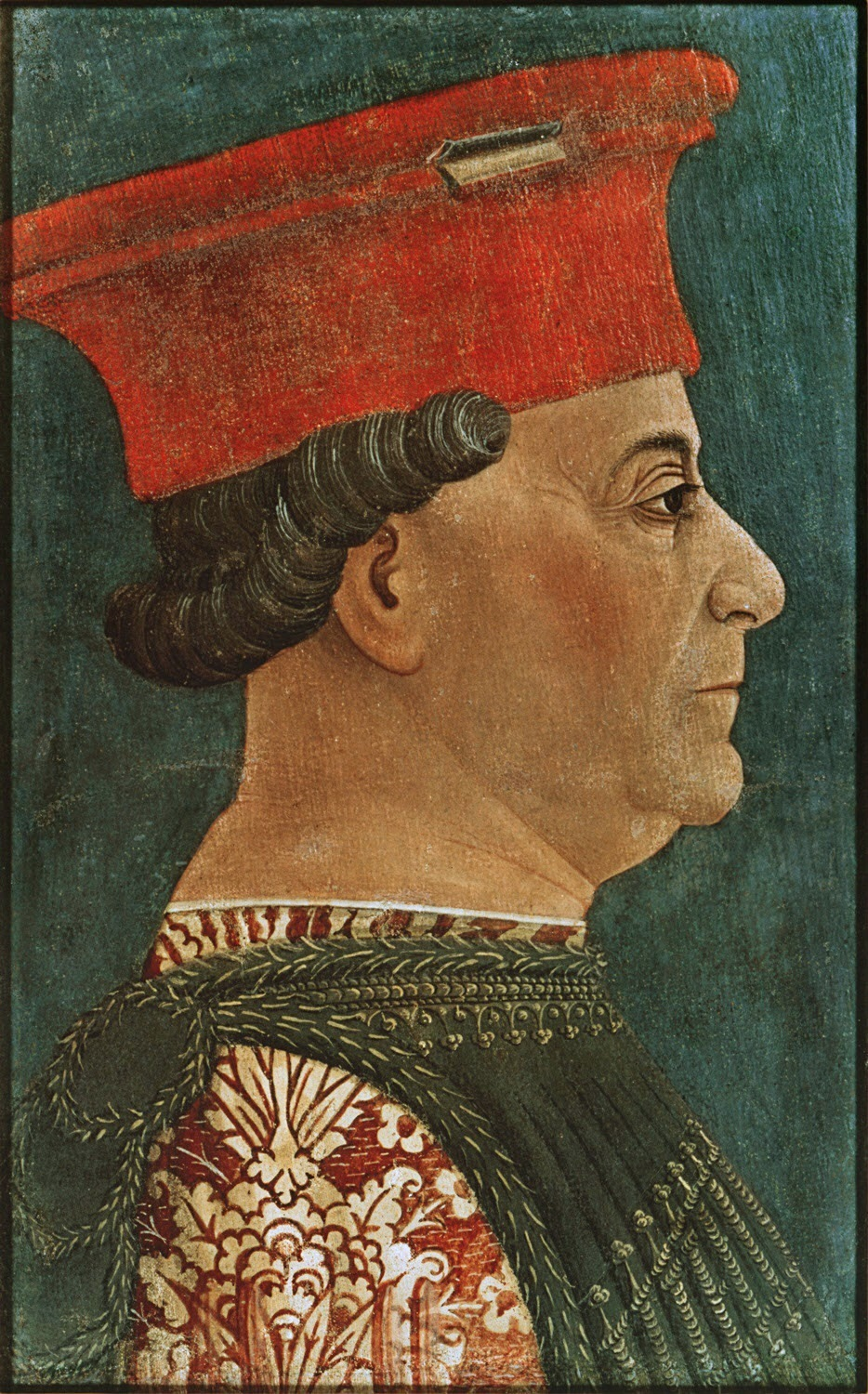
Porträt Francesco Sforzas von seinem Hofmaler Bonifacio Bembo in der Pinacoteca di Brera

Diese Konstellation hatte eine bewegte Vorgeschichte. Ab 1425 stand Sforza im Dienst Filippo Marias, der ihn zu seinem Schwiegersohn machen wollte, um ihn an sich zu binden. Im Jahr 1430 trug er zur Rettung Luccas vor einem Angriff der Florentiner bei. Im März 1434 ließ er sich aber von Eugen IV. für die Gegenseite, die Allianz der Visconti-Gegner, anwerben. Darauf belagerte er 1437 Lucca, das die Florentiner weiterhin unterwerfen wollten. Dies hinderte ihn aber nicht daran, erneut mit Filippo Maria über die geplante Ehe mit dessen Erbin zu verhandeln. Schließlich kam im März 1438 eine Einigung zustande: Die Heirat wurde beschlossen und die Mitgift festgelegt. Sforza durfte im Dienst der Florentiner bleiben, verpflichtete sich aber, nicht gegen Mailand zu kämpfen. Florenz und Mailand schlossen einen Waffenstillstand. Doch schon im Februar 1439 vollzog Sforza einen neuen Wechsel: Er nahm den Vorschlag der Florentiner und Venezianer an, das Kommando der Truppen der antimailändischen Liga zu übernehmen. Als Filippo Maria nach verlustreichen Kämpfen in eine schwierige Lage geraten war, sah er sich 1441 gezwungen, der Heirat endgültig zuzustimmen. Sforza musste dieses Zugeständnis des Herzogs, das ihn zu dessen präsumptivem Nachfolger machte, nicht mit einem neuen Allianzwechsel erkaufen; er blieb auch nach der Hochzeit Befehlshaber der Streitkräfte der Liga. Sein Verhältnis zu seinem Schwiegervater schwankte in der Folgezeit weiterhin zwischen Bündnis und militärischer Konfrontation.
In dieser Zeit schnell wechselnder Verbindungen entstand zwischen Francesco Sforza und Cosimo de’ Medici eine dauerhafte Freundschaft. Die beiden Männer schlossen ein persönliches Bündnis als Grundlage für eine künftige florentinisch-mailändische Allianz nach dem geplanten Machtwechsel in Mailand. Die Medici-Bank half dem Condottiere mit umfangreicher Kreditgewährung; als er 1466 starb, schuldete er ihr mehr als 115.000 Dukaten. Überdies stellte ihm die Republik Florenz auf Veranlassung Cosimos beträchtliche finanzielle Mittel zur Verfügung. Dieser Kurs war allerdings bei den Florentiner Patriziern – auch in Cosimos Anhängerschaft – umstritten. Es gab beträchtliche Vorbehalte gegen Sforza, die von der republikanischen Abneigung gegen Alleinherrscher genährt wurden. Außerdem entfremdete Cosimos Strategie ihm den Papst, der mit Sforza in einem Territorialstreit lag und sich daher gegen den Condottiere mit Filippo Maria verbündete. Eugen IV. wurde zu einem Gegner Cosimos, mit dem er zuvor erfolgreich zusammengearbeitet hatte. Ab 1443 residierte er nicht mehr in Florenz, wohin er 1434 geflohen war, sondern wieder in Rom. Seine neue Haltung zeigte sich sogleich darin, dass er dem Leiter der römischen Filiale der Medici-Bank das einträgliche Amt des päpstlichen Generaldepositars entzog. Als der Erzbischof von Florenz starb, ernannte Eugen den Dominikaner Antonino Pierozzi, der Cosimo sehr distanziert gegenüberstand, zum Nachfolger. Der Mediceer seinerseits unterstützte offen einen erfolglosen Versuch Sforzas, sich Roms zu bemächtigen. Nach dem Tod Eugens, der 1447 starb, gelang es Cosimo jedoch, zum Nachfolger Nikolaus V. ein gutes Verhältnis aufzubauen. Sein Vertrauensmann in Rom, Roberto Martelli, wurde wieder Generaldepositar.

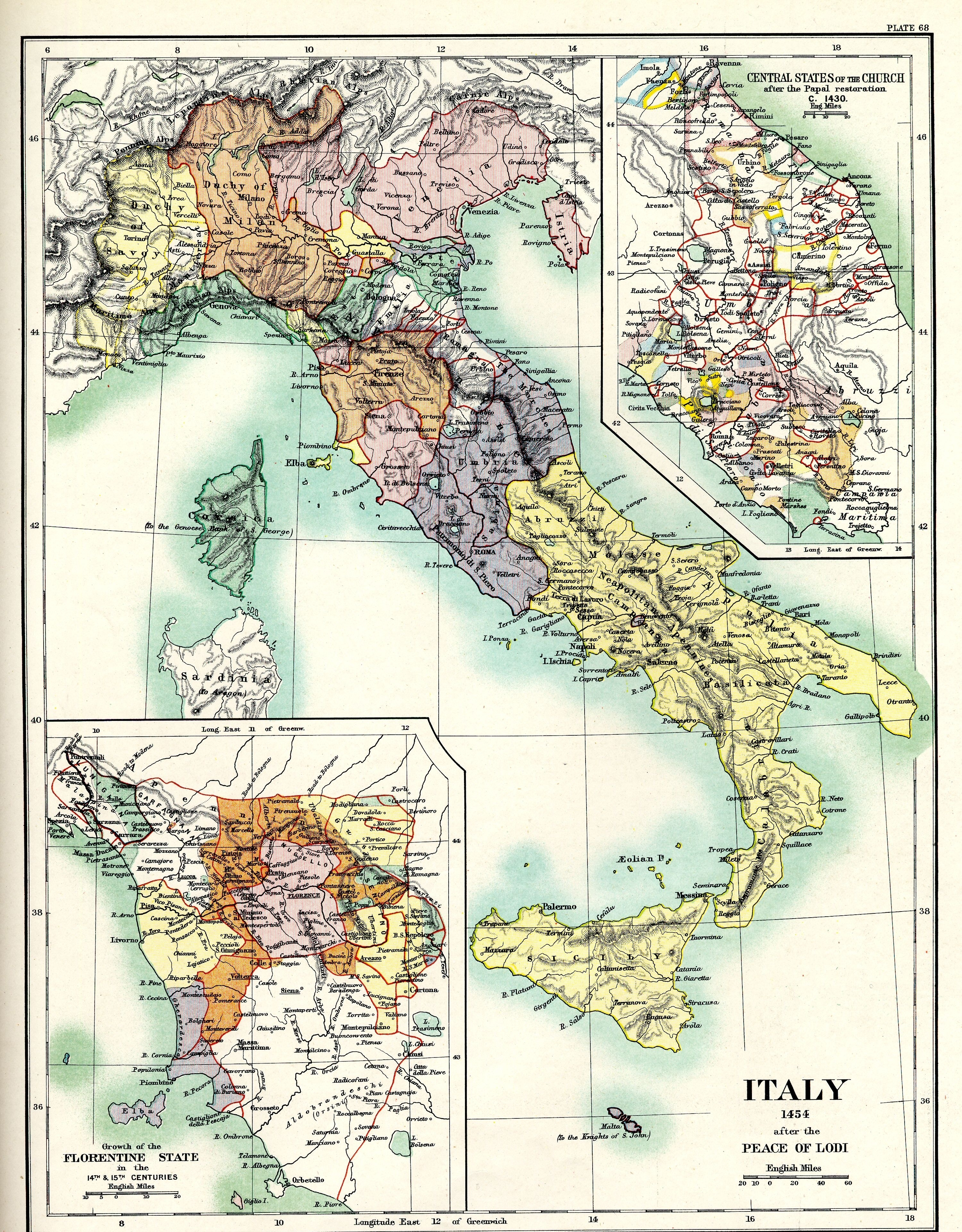
Italien nach dem Frieden von Lodi (1454)

In Mailand setzten sich nach Filippo Marias Tod zunächst republikanische Kräfte durch, doch gelang es Sforza im Jahr 1450, dort die Macht zu übernehmen. Nun konnte das von Cosimo gewünschte mailändisch-florentinische Bündnis verwirklicht werden, das eine tiefgreifende Änderung der politischen Verhältnisse bewirkte. Es wurde zu einer „Hauptachse der italienischen Politik“ und erwies sich damit als bedeutender außenpolitischer Erfolg des Florentiner Staatsmanns. Allerdings führte es zum Bruch der traditionellen Allianz der Republiken Florenz und Venedig. Die Venezianer, die gehofft hatten, vom Untergang der Visconti zu profitieren, waren die Verlierer der neuen Konstellation. Im Juni 1451 verbannte Venedig die florentinischen Kaufleute aus seinem Territorium. Im folgenden Jahr begann der Krieg zwischen Venedig und Mailand, Florenz blieb diesmal verschont. Die Feindseligkeiten endeten im April 1454 mit dem Frieden von Lodi, in dem Venedig Sforza als Herzog von Mailand anerkannte.
Es folgte die Gründung der Lega italica, eines Pakts, dem alle fünf Regionalmächte beitraten. Diese Vereinbarung garantierte den Besitzstand der Staaten und schuf ein stabiles Gleichgewicht der Mächte. Außerdem richtete sie sich implizit gegen Frankreich; die Vertragsmächte wollten einem militärischen Eingreifen der Franzosen auf italienischem Boden vorbeugen. Dieses insbesondere von Sforza angestrebte Ziel akzeptierte Cosimo nur zögernd. Er wollte zwar auch französische Truppen von Italien fernhalten, glaubte aber, dass Venedig für Florenz die größere Gefahr sei und daher die Option eines Bündnisses mit Frankreich erhalten bleiben solle. Schließlich schloss er sich aber Sforzas Auffassung an. Dank der Stabilität, die von der Lega italica ausging, wurde Cosimos letztes Lebensjahrzehnt zu einer Friedenszeit. Als sein Sohn Piero 1461 das Amt des gonfaloniere di giustizia antrat, konnte er erklären, der Staat befinde sich in einem Zustand des Friedens und des Glücks, „dessen weder die Bürger von heute noch ihre Vorfahren Zeugen waren oder sich erinnern konnten“.

### Kulturelle Aktivität

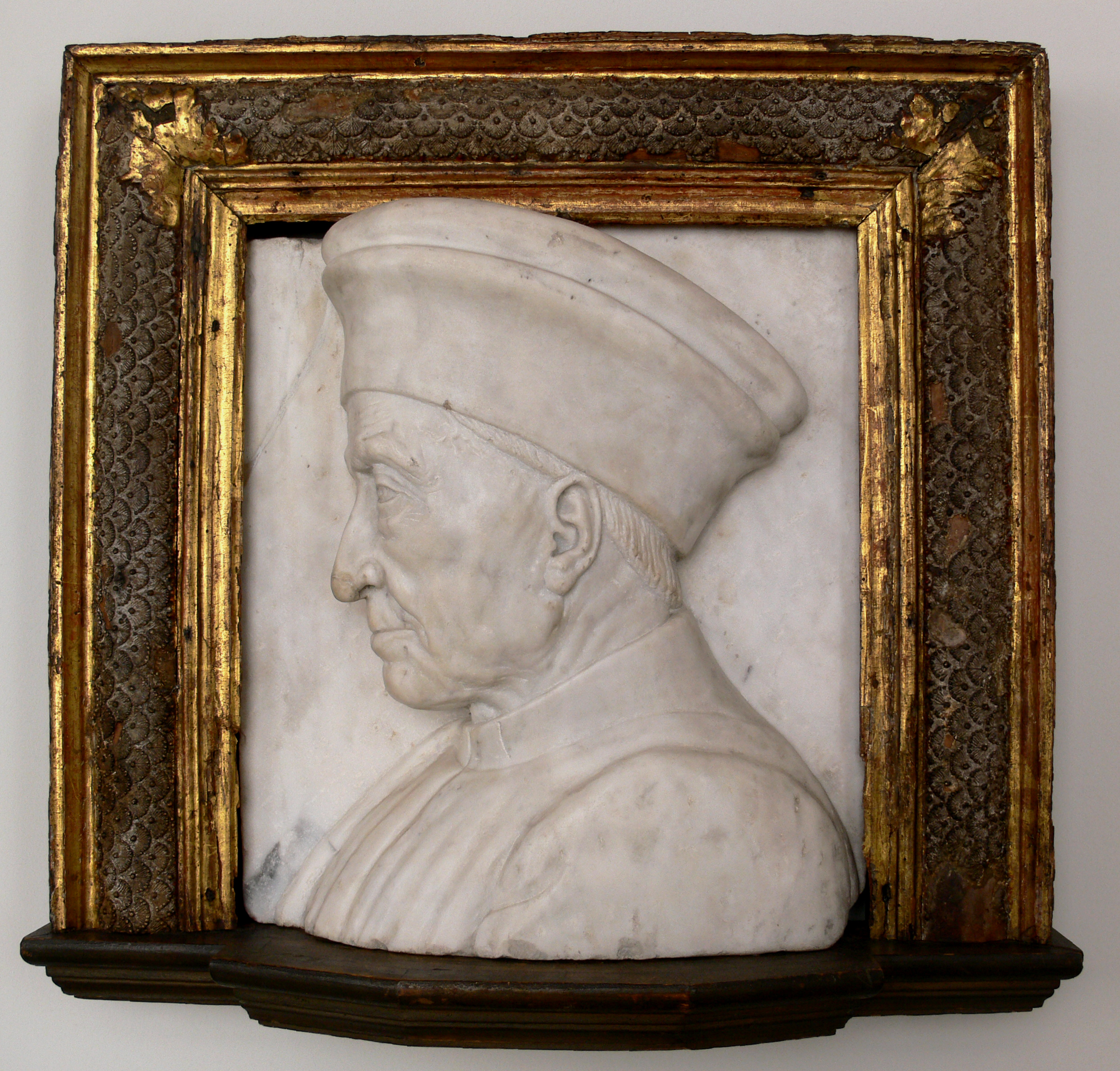
Darstellung Cosimos auf einem Hochrelief in Marmor, vermutlich aus der Werkstatt von Antonio Rossellino, früher Andrea del Verrocchio zugeschrieben; Staatliche Museen, Berlin

Als Staatsmann und Bürger begnügte sich Cosimo bewusst mit einem niedrigen Profil und kultivierte seine Bescheidenheit, um möglichst wenig Neid und Verdacht zu erregen. Er vermied ein prunkvolles, herrscherähnliches Auftreten und achtete darauf, mit seinem Lebensstil die anderen angesehenen Bürger nicht zu übertreffen. Als Mäzen hingegen stellte er sich gezielt in den Vordergrund. Er nutzte seine Bautätigkeit und seine Stellung als Auftraggeber von Künstlern, um sich in Szene zu setzen und sein Ansehen und den Ruhm seiner Familie zu mehren.

#### Religiöse Motivation
Seine Spenden für den Bau und die Ausstattung sakraler Gebäude betrachtete Cosimo als Investitionen, die ihm Gottes Gnade verschaffen sollten. Er fasste sein Verhältnis zu Gott als Abhängigkeitsbeziehung im Sinne des Klientelismus auf: Ein Klient empfängt von seinem Patron Wohltaten und zeigt sich dafür durch Loyalität und tätige Dankbarkeit erkenntlich. Gegenüber seiner Anhängerschaft trat Cosimo als gütiger Patron auf, gegenüber Gott sah er sich als Klient. Wie sein Biograph Vespasiano da Bisticci berichtet, antwortete er auf die Frage nach dem Grund seiner großen Freigebigkeit und Fürsorge gegenüber Mönchen, er habe von Gott so viel Gnade empfangen, dass er nun sein Schuldner sei. Niemals habe er Gott einen Grosso (eine Silbermünze) gegeben, ohne von ihm dafür bei diesem „Tauschhandel“ (iscambio) einen Florin (eine Goldmünze) zu bekommen. Außerdem war Cosimo der Meinung, er habe mit seinem Geschäftsgebaren gegen ein göttliches Gebot verstoßen. Er befürchtete, Gott werde ihm zur Strafe seine Besitztümer wegnehmen. Um dieser Gefahr vorzubeugen und sich weiterhin das göttliche Wohlwollen zu sichern, bat er Papst Eugen IV. um Rat. Der Papst befand, eine Spende von 10.000 Florin für einen Klosterbau sei zur Bereinigung der Angelegenheit ausreichend. So wurde dann verfahren. Als der Bau vollendet war, bestätigte der Papst mit einer Bulle den Ablass, der dem Bankier für die Spende gewährt wurde.

#### Humanismus
Cosimo lebte in der Blütezeit des Renaissance-Humanismus, dessen bedeutendstes Zentrum seine Heimatstadt Florenz war. Das Ziel des humanistischen Bildungsprogramms, die Befähigung des Menschen zu einer optimalen Lebensführung und staatsbürgerlichen Pflichterfüllung durch Verbindung von Wissen und Tugend, fand damals im Florentiner Patriziat viel Anklang. Den Weg zur Verwirklichung des humanistischen Tüchtigkeitsideals sah man in der Aneignung antiker Bildungsgüter, die zur Nachahmung klassischer Vorbilder anspornen sollte. Cosimos Vater hatte sich dieser Auffassung angeschlossen; er ließ seinem Sohn eine humanistische Erziehung zukommen. Wie viele seiner gebildeten Mitbürger öffnete sich Cosimo der Gedankenwelt und den Wertvorstellungen der Humanisten. Er schätzte den Umgang mit ihnen, erwies ihnen Wohltaten und erhielt dafür seinerseits viel Anerkennung. Sein Leben lang zeigte er großes Interesse an Philosophie – insbesondere Ethik – und literarischen Werken. Dank seiner guten Schulbildung konnte er lateinische Texte lesen; seine eigenhändigen Vermerke in seinen Codices bezeugen, dass er Bücher nicht nur sammelte, sondern auch las. Wahrscheinlich war er aber nicht imstande, sich in gutem Latein auszudrücken.
Cosimos Wertschätzung für die Humanisten hing auch mit dem Umstand zusammen, dass sein gesellschaftlicher Status als erfolgreicher Bankier, Mäzen und republikanischer Staatsmann mit ihren moralischen Werten sehr gut vereinbar war. Bei seinen humanistischen Freunden konnte er mit vorbehaltloser Anerkennung rechnen, denn sie hatten ein unbefangenes Verhältnis zum Reichtum und verherrlichten seine Freigebigkeit. Großzügigkeit galt im humanistischen Milieu als eine der wertvollsten Tugenden. Dabei konnte man sich auf Aristoteles berufen, der in seiner Nikomachischen Ethik die Großzügigkeit oder Hochherzigkeit gepriesen und Reichtum als deren Voraussetzung bezeichnet hatte. Diese humanistische Haltung stand im Gegensatz zur Gesinnung konservativer Kreise, die das Bankwesen verdammten und Reichtum für moralisch suspekt hielten, wobei sie sich auf traditionelle christliche Wertvorstellungen beriefen. Außerdem widersprach die egalitäre Tendenz des Renaissance-Humanismus der mittelalterlichen Neigung, politische Führungspositionen denen vorzubehalten, die sich durch vornehme Abstammung auszeichneten. An die Stelle der herkömmlichen starren sozialen Ordnung, die Cosimos politische Gegner in der Albizzi-Gruppe bevorzugten, trat bei den Humanisten ein Konzept, das soziale Mobilität förderte; humanistische Bildung und persönliche Tüchtigkeit sollten als Qualifikationskriterien für die Staatslenkung ausreichen. Diese Einstellung kam Cosimo, dessen Familie zu den Aufsteigern (gente nuova) zählte und manchen alteingesessenen Geschlechtern suspekt war, zugute.

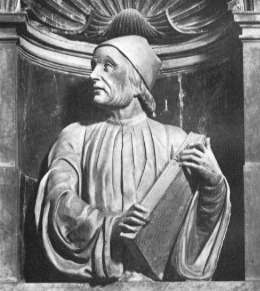
Büste Marsilio Ficinos von Andrea di Piero Ferrucci im Dom von Florenz, 1521

Besonders großzügig förderte Cosimo den humanistischen Philosophen Marsilio Ficino, dessen Vater Diotifeci d’Agnolo di Giusto sein Leibarzt war. Als väterlicher Freund verschaffte er Ficino die materielle Basis für ein ganz der Wissenschaft gewidmetes Leben. Er schenkte ihm ein Haus in Florenz und ein Landhaus in Careggi, wo er selbst eine prächtige Villa besaß. Ficino war ein begeisterter Platoniker und Bewunderer seines Gönners. Er schrieb in einem Brief an dessen Enkel Lorenzo, Platon habe ihm die platonische Idee der Tugenden einmal vor Augen gestellt, Cosimo habe sie jeden Tag in die Tat umgesetzt; daher habe er seinem Wohltäter nicht weniger zu verdanken als dem antiken Denker. Mehr als zwölf Jahre habe er glücklich mit ihm philosophiert. Im Auftrag Cosimos fertigte Ficino die erste lateinische Gesamtübersetzung der Werke Platons an, womit er maßgeblich zur Verbreitung platonischen Gedankenguts beitrug. Daraus lässt sich allerdings nicht folgern, dass Cosimo ebenso wie Ficino den Platonismus anderen philosophischen Schulrichtungen vorzog. Das Ausmaß seiner Hinwendung zum Platonismus wurde früher überschätzt; er scheint eher zum Aristotelismus geneigt zu haben. Bis gegen Ende des 20. Jahrhunderts glaubte man, Cosimo habe eine Platonische Akademie gegründet und deren Leitung Ficino übertragen. Diese Annahme ist jedoch von der neueren Forschung als falsch erwiesen worden. Es handelte sich nicht um eine Institution, sondern nur um einen informellen Kreis von Schülern Ficinos.
Auch zwei weitere namhafte Humanisten, Poggio Bracciolini und Johannes Argyropulos, beschenkte Cosimo mit Häusern. Hilfreich waren für seine humanistischen Freunde nicht nur seine Zuwendungen aus eigenen Mitteln; sie profitierten auch von seinem großen Einfluss im In- und Ausland, den er nutzte, um ihnen Gehör und Anstellungen zu verschaffen. Er sorgte dafür, dass zwei Humanisten, die er schätzte, Carlo Marsuppini und Poggio Bracciolini, das prestigereiche Amt des Kanzlers der Republik Florenz erhielten. Eng befreundet war Cosimo mit dem Geschichtsschreiber und späteren Kanzler Bartolomeo Scala und mit dem humanistisch gesinnten Mönch Ambrogio Traversari, einem angesehenen Altertumswissenschaftler. Ihn bewog er dazu, das Werk des antiken Philosophiehistorikers Diogenes Laertios über Leben und Lehren der Philosophen aus dem Griechischen ins Lateinische zu übersetzen und damit einer breiteren Öffentlichkeit zugänglich zu machen. Traversaris Kloster Santa Maria degli Angeli war der Treffpunkt einer Gruppe von Gelehrten, in deren Kreis Cosimo verkehrte. Unter ihnen war Niccolò Niccoli, ein eifriger Sammler von Handschriften antiker Werke, dem Cosimo Bücher und Geld schenkte. Poggio Bracciolini und Niccolò Niccoli betätigten sich im Konflikt mit der Albizzi-Gruppe als eifrige Anhänger des Mediceers.
Zeitweilig problematisch war Cosimos Verhältnis zu Leonardo Bruni, einem einflussreichen humanistischen Politiker und Staatstheoretiker, der sich als maßgeblicher Wortführer des florentinischen Republikanismus profilierte. Cosimo verschaffte Bruni, der aus Arezzo stammte und in Florenz eine neue Heimat gefunden hatte, 1416 das florentinische Bürgerrecht, und 1427 wurde der Humanist mit Billigung der Medici-Gruppe Staatskanzler. Dennoch pflegte Bruni auch Beziehungen zur Albizzi-Gruppe und vermied es, im Machtkampf von 1433–1434 für Cosimo Partei zu ergreifen. Trotz dieses Mangels an Loyalität zu den Medici durfte er nach 1434 das Amt des Kanzlers bis zu seinem Tod behalten und wichtigen Gremien angehören. Offenbar hielt es Cosimo für unzweckmäßig, diesen namhaften Theoretiker des republikanischen Staatskonzepts zu verärgern.
Die hohen Erwartungen, die Cosimos Wohlwollen bei den Humanisten weckte, zeigen sich darin, dass sie ihm mehr als vierzig Schriften widmeten. Dabei handelte es sich teils um Werke, die sie selbst verfasst hatten, teils um Übersetzungen. Die weite Verbreitung humanistischer Schriften, deren Widmungstexte Cosimo lobten, trug seinen Ruhm in alle Bildungsstätten West- und Mitteleuropas. Seine Bewunderer idealisierten und verherrlichten ihn auch in zahlreichen Gedichten, Briefen und Reden; sie verglichen ihn mit berühmten Staatsmännern der Antike. Erkennbar ist dabei – verstärkt in seinen letzten Lebensjahren – die Bemühung dieser Autoren, der Familie Medici dynastische Züge zu verleihen. Schon nach Cosimos Rückkehr aus dem Exil im Jahr 1434 feierten ihn seine Anhänger als Pater patriae („Vater des Vaterlandes“).
Einhellig war das Lob, das Cosimo zu seinen Lebzeiten bei den Humanisten fand, allerdings nicht. Einen erbitterten Gegner hatte er in dem namhaften humanistischen Gelehrten Francesco Filelfo. Dieser war 1429 mit Billigung Cosimos als Universitätslehrer nach Florenz geholt worden, überwarf sich dann aber mit dem Mediceer und nahm dezidiert für die Albizzi-Gruppe Partei. Die Medici-Gruppe versuchte seine Entlassung zu erwirken, konnte ihn aber nur vorübergehend aus der Universität vertreiben. Als 1433 ein Anschlag auf ihn verübt wurde, bei dem er eine Verletzung erlitt, verdächtigte er Cosimo, hinter dem Attentat zu stecken. Während Cosimos Exil 1433–1434 schrieb Filelfo eine heftige Satire gegen die Medici. Nach dem Umsturz von 1434, der zu Cosimos Rückkehr führte, verließ er Florenz, um der drohenden Rache der Sieger zu entgehen. In der Folgezeit bekämpfte er die Medici aus der Ferne. Im Herbst 1436 schloss er sich einer Gruppe an, die vergeblich versuchte, Cosimo von einem gedungenen Mörder umbringen zu lassen. Auf Filelfos literarische Angriffe reagierten Cosimos humanistische Verteidiger mit Entgegnungen.

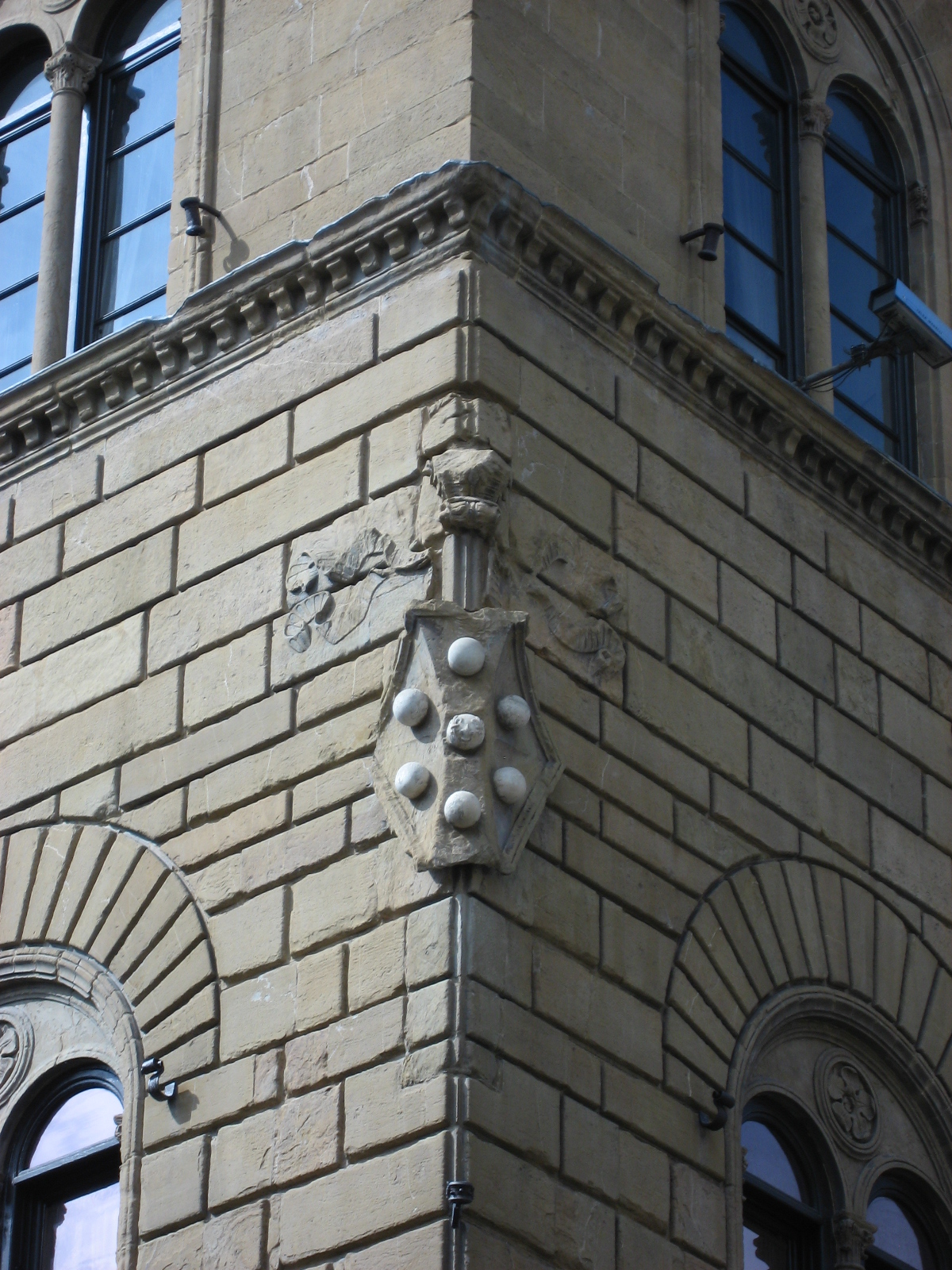
Das Wappenzeichen der Medici am Medici-Palast

Ein wichtiges Betätigungsfeld für Cosimos Mäzenatentum auf dem Gebiet der Bildungsförderung war das Bibliothekswesen. Er gründete mehrere klösterliche Bibliotheken. Die bedeutendste von ihnen befand sich im Florentiner Dominikanerkonvent San Marco. Sie war – anders als früher üblich – der Öffentlichkeit zugänglich.

#### Bildende Kunst
Noch stärker als im literarischen Bereich engagierte sich Cosimo auf dem Gebiet der bildenden Kunst. Er ließ auf eigene Kosten Kirchen und Klöster erbauen und künstlerisch ausstatten. Damit betätigte er sich, obwohl er formal nur ein einfacher Bürger war, auf einem Gebiet, das traditionell weltlichen und geistlichen Machthabern vorbehalten war. Im 14. und frühen 15. Jahrhundert wäre eine ganz aus privater Initiative entfaltete Bautätigkeit solchen Umfangs in Florenz noch undenkbar gewesen. Erst der gesellschaftliche Wandel, der mit der fortschreitenden Entfaltung des Humanismus zusammenhing, machte derartige Vorhaben möglich. Eine humanistisch geprägte Mentalität zeigte sich auch im Willen zur Selbstdarstellung. Cosimo legte Wert darauf, dass seine Funktion als Auftraggeber sichtbaren Ausdruck fand. So ließ er an einer Kirche in Jerusalem, die mit seinen Mitteln restauriert wurde, sein Wappen anbringen, das fortan den Pilgern, die ins Heilige Land zogen und die Kirche aufsuchten, ins Auge fiel. Auch in Florenz weisen die von ihm gestifteten Bauten überall das Familienwappen der Medici auf. Nicht nur an Fassaden und Portalen, sondern auch an Kapitellen, Konsolen, Schluss-Steinen und Friesen ließ er es anbringen. Zwar waren Familienwappen in Kirchen damals in Florenz üblich, doch die Häufigkeit, mit der Cosimo das seinige überall ins Blickfeld der Öffentlichkeit rückte, war einzigartig und fiel auf.

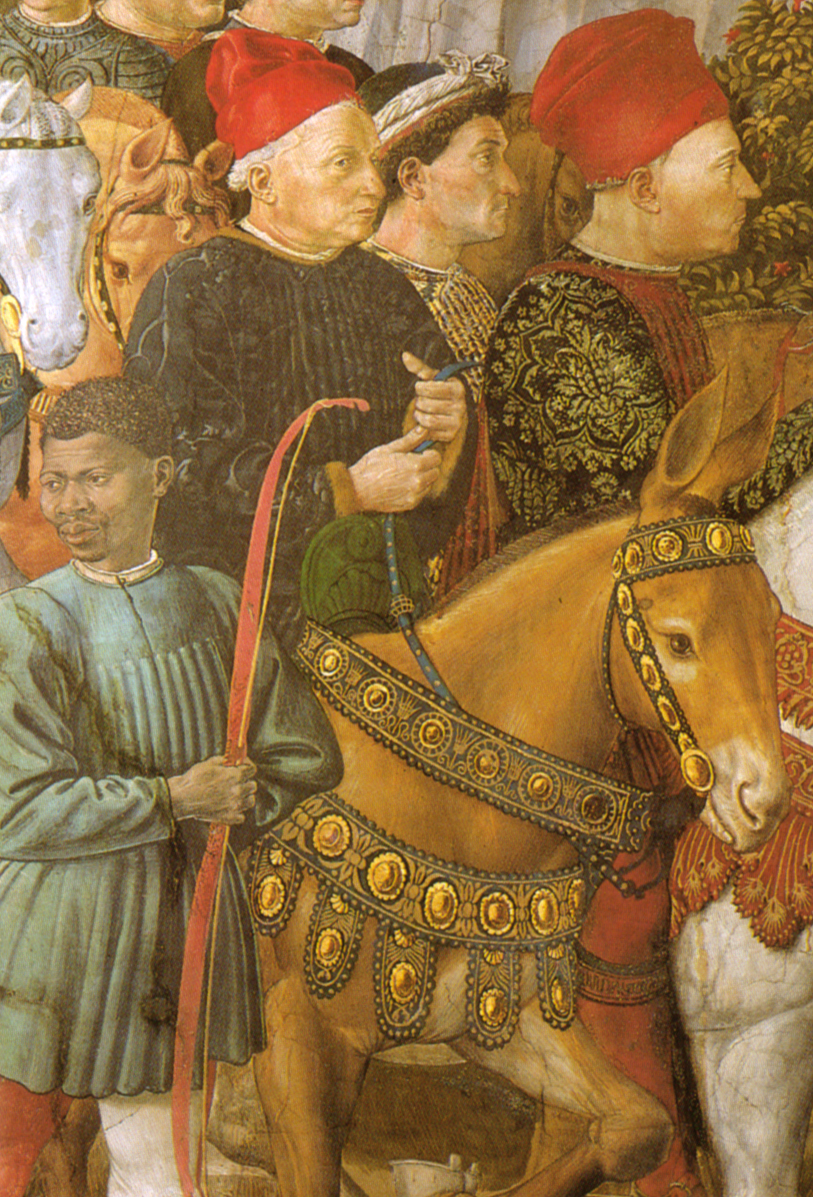
Cosimo auf einem Fresko von Benozzo Gozzoli in der Kapelle des Medici-Palastes, Florenz

Auch Wandgemälde mit biblischen Szenen, die im Auftrag der Medici gemalt wurden, dienten Cosimos Selbstdarstellung. Auf einem Fresko im Kloster San Marco erhielt einer der Heiligen Drei Könige die idealisierten Gesichtszüge des Mediceers. Er trägt Instrumente zur Erforschung der Gestirne. Auch auf einem um 1459 entstandenen Fresko der Heiligen Drei Könige an der Ostwand der Kapelle des Medici-Palastes befindet sich ein Porträt Cosimos. Dort ist er mit seinen Söhnen Piero und Giovanni und den Enkeln Lorenzo – später als Lorenzo il Magnifico bekannt – und Giuliano abgebildet. Im Grünen Kreuzgang von Santa Maria Novella ist Cosimo auf einer Lünette mit einer Szene aus der Sintfluterzählung zu sehen; anscheinend erscheint er dort als Personifikation der Weisheit. Für dieses Werk von Paolo Uccello war er wohl nicht selbst der Auftraggeber.

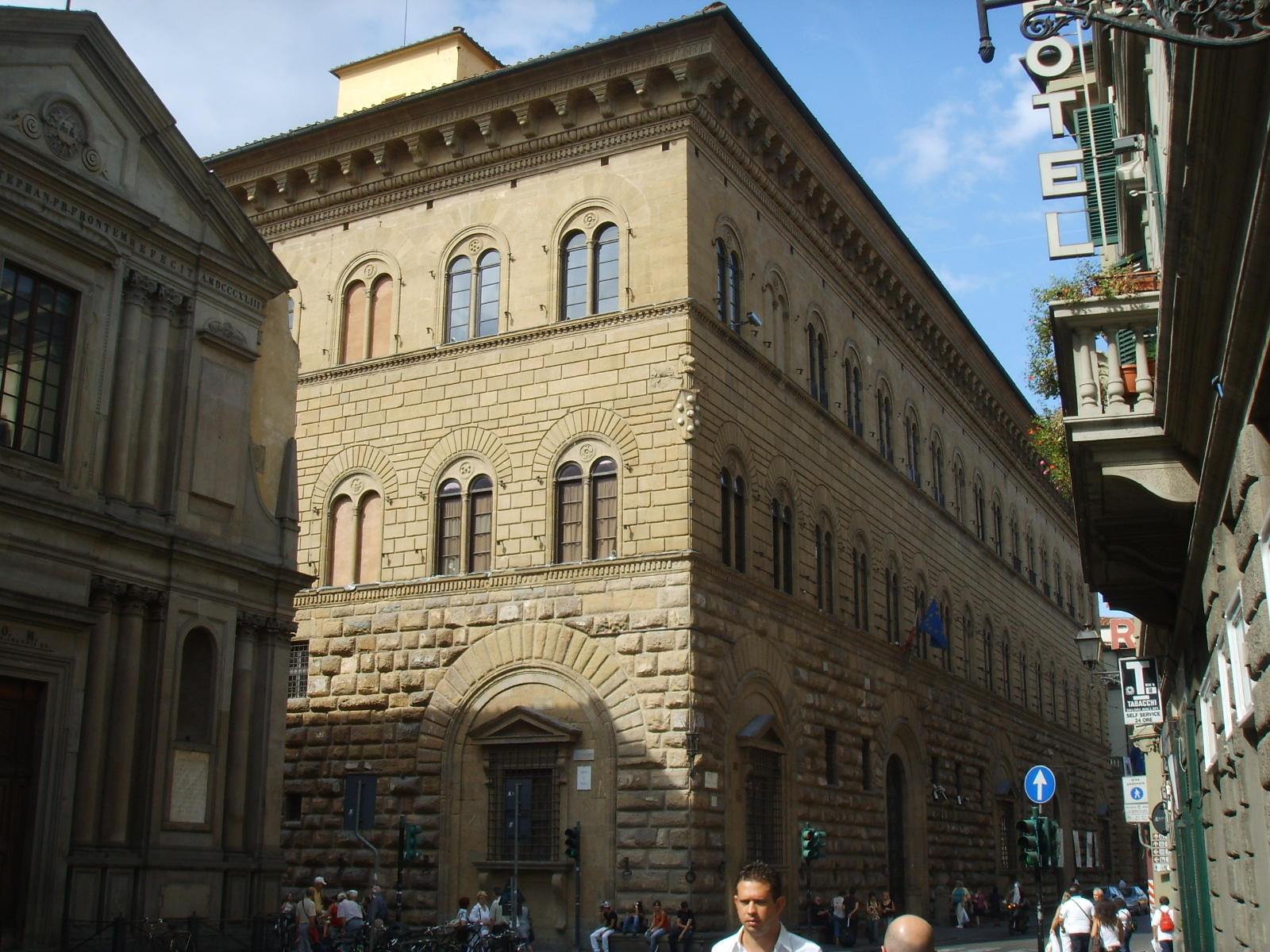
Fassade und linke Seitenfront des Medici-Palasts

Ab 1437 entstand der Neubau des Klosters San Marco, das der Papst 1436 den Dominikaner-Observanten, einem Zweig des Dominikanerordens, übertragen hatte. Die bisherigen Klostergebäude wurden durch Neubauten ersetzt, von der Kirche wurde nur der Chor erneuert. Die Weihe der Kirche fand 1443 in Anwesenheit des Papstes statt, die Konventsgebäude wurden erst 1452 komplett fertiggestellt. Ursprünglich hatte Cosimo dafür mit Kosten von 10.000 Florin gerechnet, schließlich musste er insgesamt über 40.000 ausgeben. Für den Neubau der Basilica di San Lorenzo, einer bedeutenden Kirche, stellte er über 40.000 Florin bereit. An der Finanzierung dieses Großprojekts hatte sich schon sein Vater beteiligt. Im Mugello nördlich von Florenz, der Gegend, aus der die Medici ursprünglich stammten, förderte er den Bau des Franziskanerklosters San Francesco al Bosco (Bosco ai Frati). Bei der Franziskanerkirche Santa Croce ließ er einen Trakt für die Novizen bauen. Unter den weiteren kirchlichen Bauvorhaben, die er finanzierte, war das bedeutendste die Badia di Fiesole, das Kloster der Augustiner-Eremiten unterhalb von Fiesole. Dort ließ Cosimo ab 1456 das gesamte Klostergebäude einschließlich der Kirche neu errichten und mit einer Bibliothek ausstatten. Die Bauarbeiten waren bei seinem Tod noch nicht abgeschlossen.

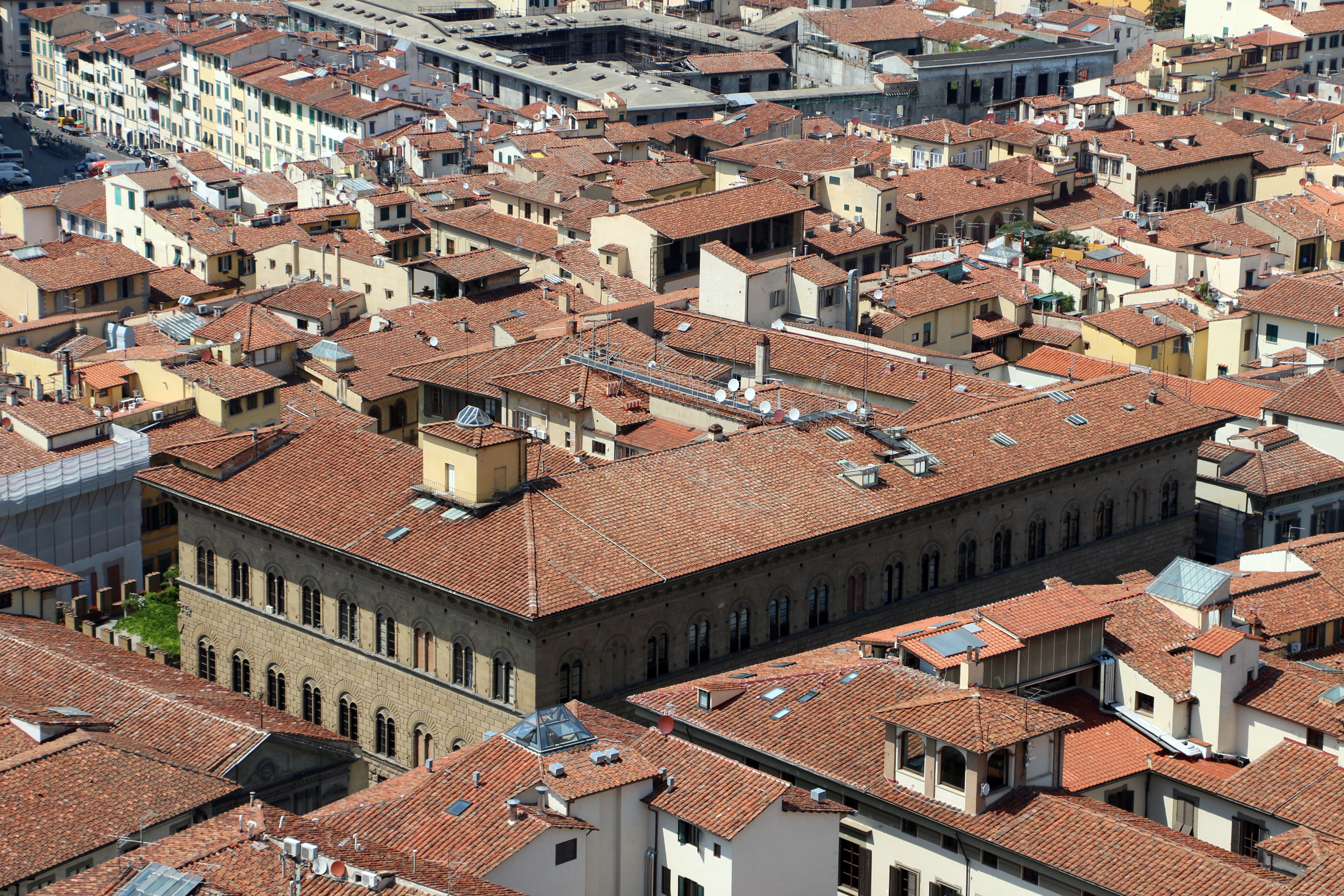
Der Medici-Palast vom Dom aus gesehen

Außer den Sakralbauten ließ Cosimo auch ein imposantes privates Gebäude errichten, den neuen Medici-Palast. Zuvor wohnte er in einem vergleichsweise bescheidenen älteren Palast, der Casa Vecchia. Erst 1445/1446, nachdem er bereits mit Kirchen- und Klosterbauten seine Großzügigkeit im Dienst des Gemeinwesens unter Beweis gestellt hatte, begann er mit dem aufwendigen Neubau des Familienpalastes an der damaligen Via Larga, der heutigen Via Cavour. In erster Linie ging es ihm dabei nicht um seinen eigenen Wohnkomfort, sondern um das Ansehen der Familie. Damit folgte er einer damals herrschenden sozialen Norm; die Wahrung und Mehrung des Ruhms der Familie war generell für Angehörige der Oberschicht eine zentrale Aufgabe. Der neue palazzo der Medici übertraf alle älteren Familienpaläste in Florenz an Größe und Ausstattung. Seine außergewöhnliche architektonische Qualität setzte einen neuen Maßstab für den Palastbau der Renaissance. Die Kapelle wurde von Benozzo Gozzoli mit Fresken geschmückt. An der Ausstattung des Palastes mit kostbaren Bildern waren auch die damals sehr geschätzten Maler Fra Angelico, Domenico Veneziano und Filippo Lippi beteiligt. Es wurde eine Umgebung geschaffen, in der prominente auswärtige Gäste repräsentativ empfangen werden konnten. Papst Pius II. meinte, dieses Bauwerk sei eines Königs würdig. Nach seinem Eindruck verfügte Cosimo über einen Reichtum, der vielleicht den des sprichwörtlichen Königs Krösus übertraf. Die Schätzungen der Baukosten schwanken zwischen 60.000 und 100.000 Florin.

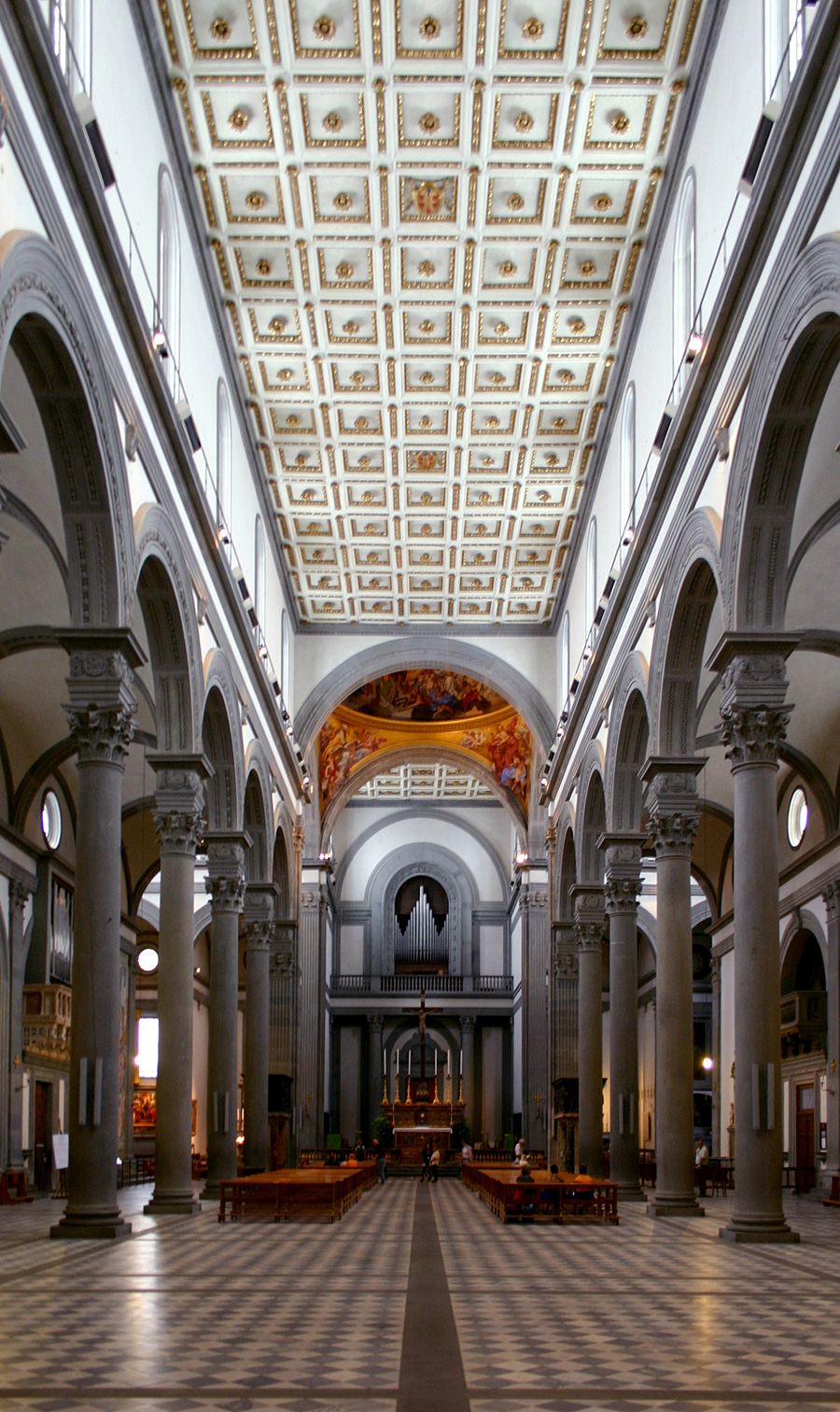
Basilica di San Lorenzo, Florenz

Das Staunen der Zeitgenossen spiegelt sich in den Worten des Architekten und Architekturtheoretikers Filarete, der sich in seinem 1464 vollendeten Trattato di architettura äußerte. Filarete hob besonders die Würde (dignitade) der neuen Gebäude hervor. Er verglich Cosimo mit bedeutenden antiken Bauherren wie Marcus Vipsanius Agrippa und Lucius Licinius Lucullus. Diese seien allerdings keine bloßen Privatleute gewesen, sondern hätten große Provinzen regiert und seien dadurch zu ihrem Reichtum gekommen. Cosimo hingegen sei ein einfacher Bürger, der sein Vermögen durch seine unternehmerische Tatkraft erworben habe. Daher sei seine Leistung als Bauherr einzigartig.
Cosimos Neubauten veränderten das zuvor ganz vom Mittelalter geprägte Stadtbild. Sie trugen maßgeblich zur Einführung eines neuen Architekturtyps bei, mit dem Florenz zu einem Muster für ganz Italien wurde. Der neue Stil verband Zweckmäßigkeit mit antiker Proportionalität und antikisierendem Schmuck. Diese Stilrichtung hatte schon Filippo Brunelleschi, ein führender Architekt der Frührenaissance, eingeführt. Er hatte 1420 den Neubau von San Lorenzo begonnen und wurde dann 1442 von Cosimo beauftragt, das Werk zu vollenden. Ansonsten zog der Mediceer aber einen anderen Architekten, Michelozzo, vor, dessen Entwürfe weniger grandios waren als die Brunelleschis. Ob der Medici-Palast von Brunelleschi oder von Michelozzo entworfen wurde, ist in der Forschung umstritten; vermutlich waren beide beteiligt. In den lobenden Beschreibungen von Zeitgenossen wurden an Cosimos Bauten vor allem die Ordnung, die Würde, die Weite, die Schönheit der Proportionen und des architektonischen Schmucks und die Helligkeit hervorgehoben. Anerkennung fand ferner die leichte Begehbarkeit der Treppen. Sie stellte eine Neuerung dar, denn mittelalterliche Treppen waren gewöhnlich eng und steil. Die breiten Treppen mit niedrigen Stufen wurden sehr geschätzt, da sie ein bequemes und zugleich würdevolles Treppensteigen ermöglichten.

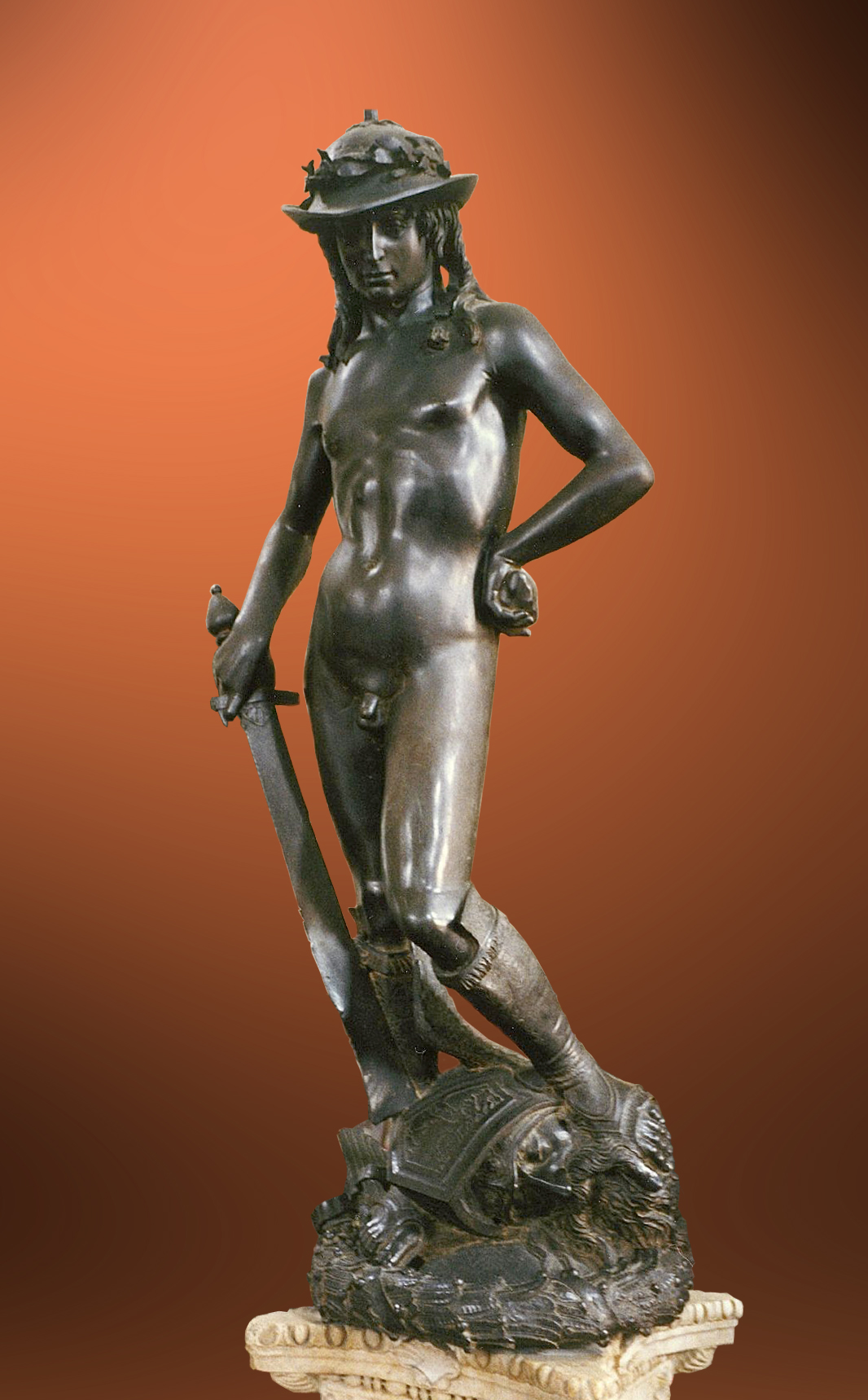
Donatellos David

Die aufwendige Bautätigkeit des Mediceers, die an Umfang diejenige jedes anderen Privatmanns im 15. Jahrhundert übertraf, wurde von den Bürgern nicht nur wohlwollend und dankbar aufgenommen. Es wurde auch Kritik an der damit verbundenen Selbstdarstellung des reichsten Bürgers der Stadt laut. Die unterschiedlichen Ansichten und Bewertungen der Zeitgenossen sind aus einer Verteidigungsschrift ersichtlich, die der Theologe und Humanist Timoteo Maffei kurz vor 1456 zur Rechtfertigung des angegriffenen Mäzens verfasste. Maffei wählte für seine Darstellung die Form eines Dialogs, in dem er als Fürsprecher Cosimos einen Kritiker (detractor) widerlegt und schließlich überzeugt. Auf den Vorwurf, der Medici-Palast sei zu luxuriös, erwidert er, Cosimo habe sich dabei nicht nach dem gerichtet, was für ihn persönlich angemessen sei, sondern nach dem, was für eine so bedeutende Stadt wie Florenz passend sei. Da er von der Stadt weit größere Wohltaten empfangen habe als die anderen Bürger, habe er sich genötigt gesehen, sie entsprechend üppiger zu schmücken als jeder andere, um sich nicht als undankbar zu erweisen. Zur Entkräftung der Kritik an dem überall angebrachten Medici-Wappen bringt Maffei vor, der Zweck des Wappenzeichens bestehe darin, auf ein Vorbild aufmerksam zu machen, das zur Nachahmung anspornen solle.
Auch der Bildhauer Donatello arbeitete für Cosimo oder vielleicht für dessen Sohn Piero. Im Auftrag der Medici schuf er zwei berühmte Bronzeskulpturen, den David und die Judith. Beide Werke hatten einen politischen Hintergrund; die dargestellten biblischen Gestalten versinnbildlichten den Sieg über einen scheinbar übermächtigen Feind. Es ging um Ermutigung zur Verteidigung der Freiheit des Vaterlandes und der republikanischen Verfassung gegen Gefährdungen von außen.

### Privatleben
Als Privatmann war Cosimo für seine Bescheidenheit und seinen Grundsatz des Maßhaltens bekannt. Seinen Palast und seine Villen gestaltete er zwar repräsentativ, doch achtete er darauf, in seiner Lebensführung unnötigen Aufwand, der Anstoß erregen konnte, zu vermeiden. So begnügte er sich mit einfachen Speisen und trug keine prächtige Kleidung. Dazu passte seine Betätigung in der Landwirtschaft, in der er sich gut auskannte. Auf seinen Besitzungen außerhalb der Stadt leistete er Landarbeit, er pfropfte Bäume und beschnitt Weinstöcke. Im Umgang mit den Bauern demonstrierte er Volksnähe; er fragte sie gern, wenn sie nach Florenz auf den Markt kamen, nach ihren Früchten und deren Herkunft.

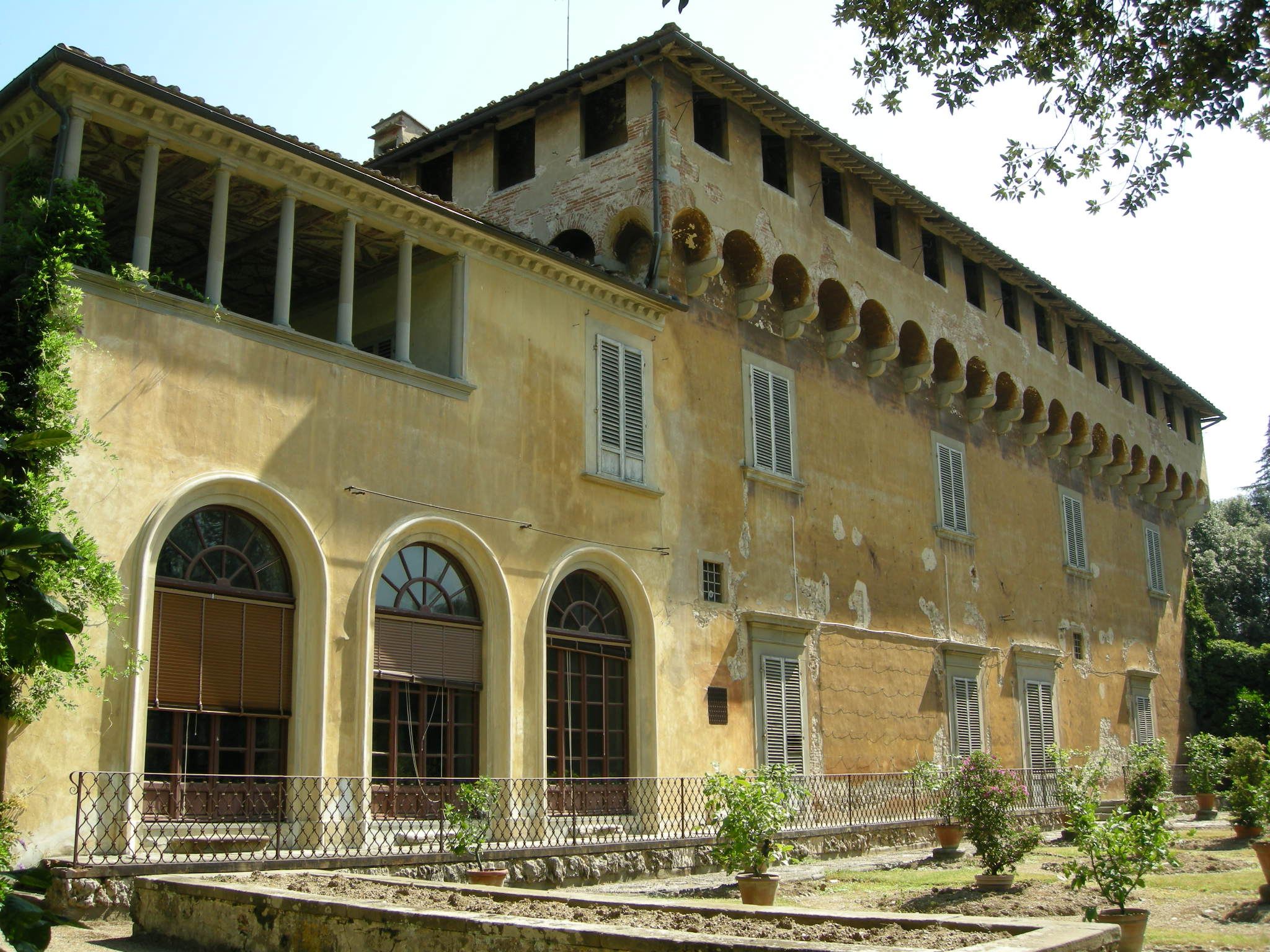
Cosimos Villa in Careggi

Der Buchhändler Vespasiano da Bisticci verfasste eine verherrlichende Biographie Cosimos, mit dem er befreundet war. Darin trug er unter anderem Anekdoten aus dem Privatleben zusammen, für deren Authentizität er sich verbürgte. Er schilderte seinen Freund als Menschen von ernsthafter Wesensart, der sich mit gelehrten, würdevollen Männern umgeben habe. Er habe über ein vorzügliches Gedächtnis verfügt, sei ein geduldiger Zuhörer gewesen und habe niemals schlecht über jemanden geredet. Dank seiner umfassenden Kenntnis unterschiedlicher Wissensgebiete habe er mit jedem ein Thema gefunden. Er sei überaus freundlich und bescheiden gewesen, habe darauf geachtet, niemanden zu beleidigen, und nur wenige hätten ihn je erregt gesehen. Alle seine Antworten seien „mit Salz gewürzt“ gewesen.
Cosimo war für seine humorvollen und geistreichen, teils rätselhaften Bemerkungen bekannt, die im 15. und 16. Jahrhundert in einer Reihe von Anekdoten verbreitet wurden.

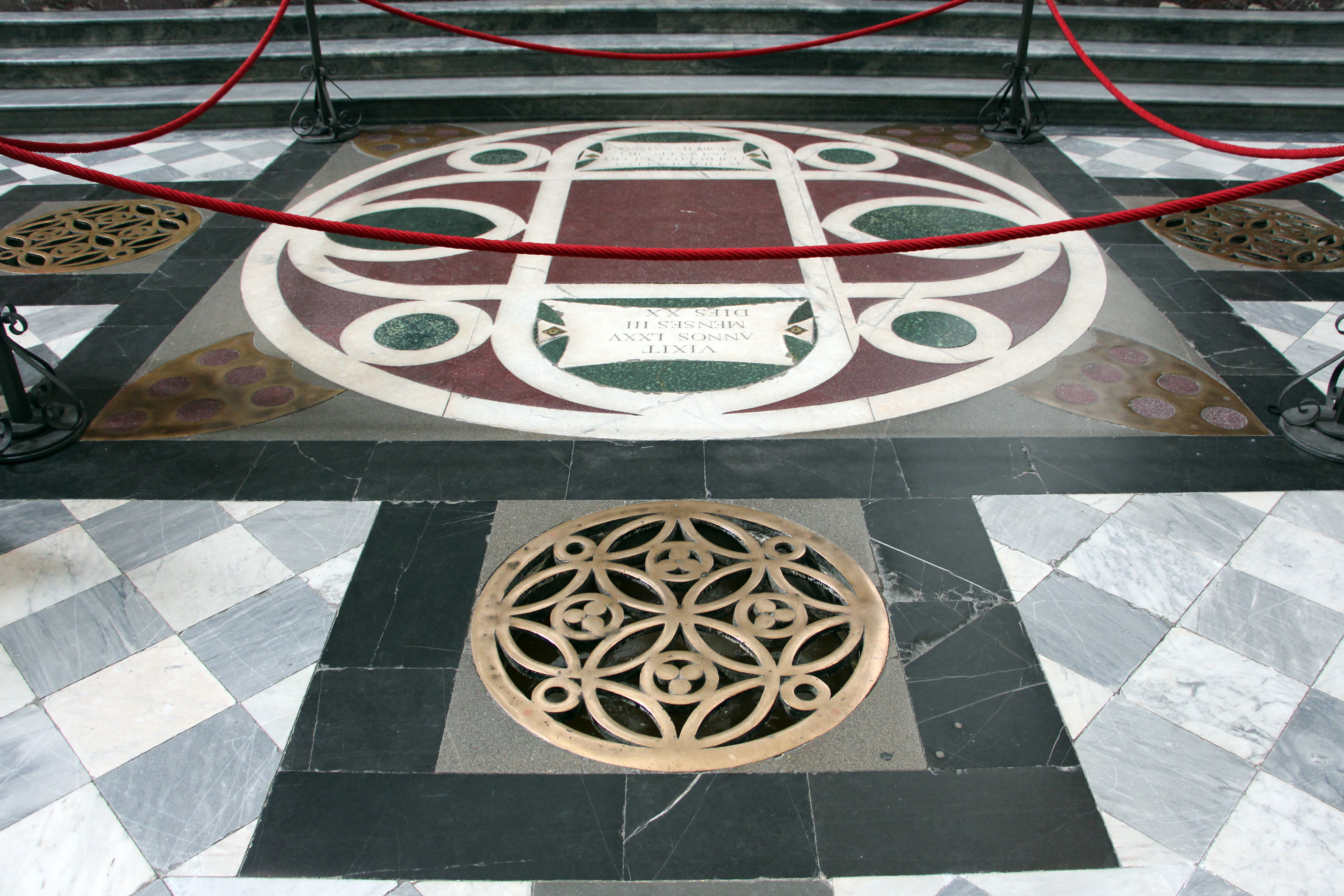
Die Grabplatte in San Lorenzo

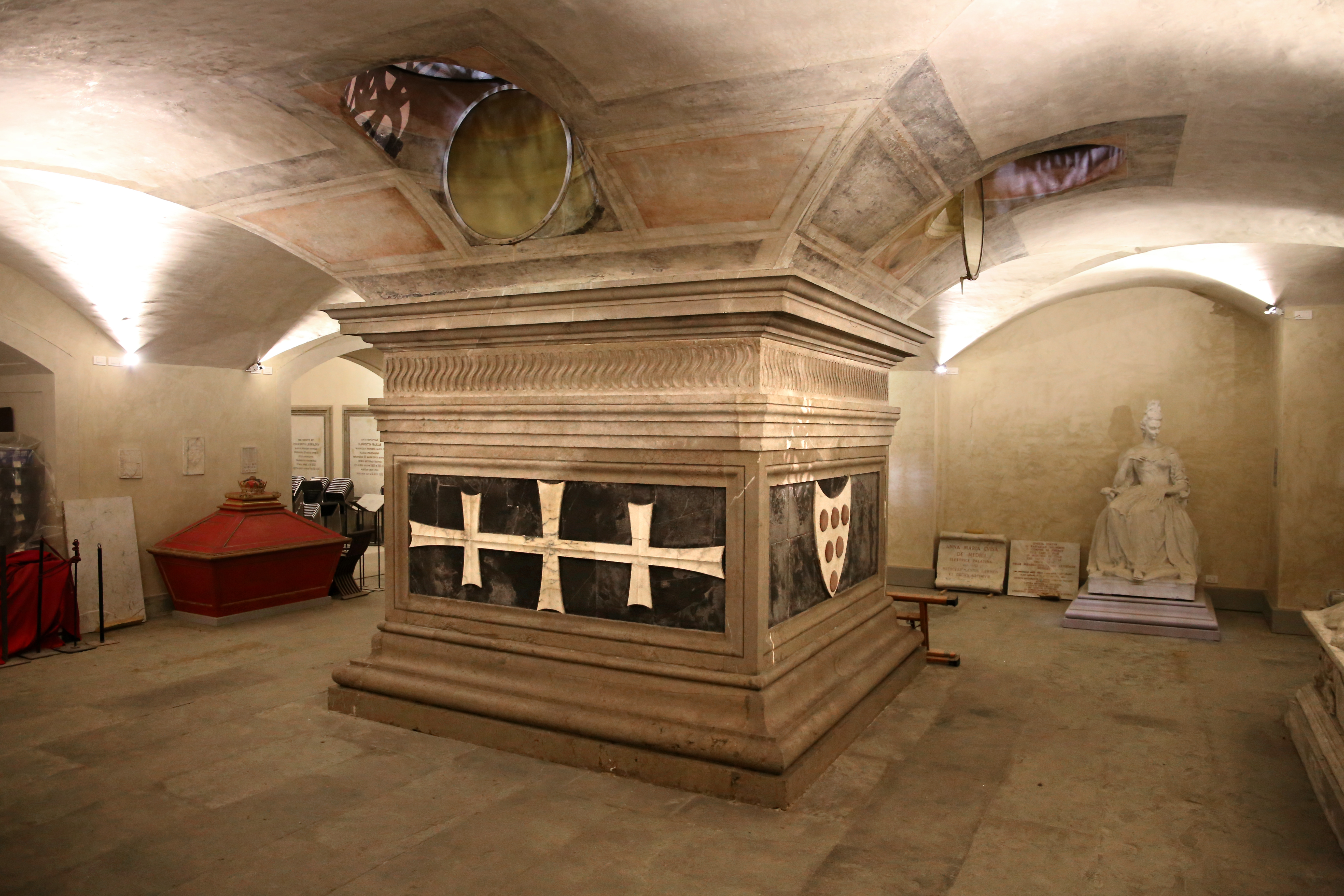
Cosimos Grab in der Krypta von San Lorenzo

### Krankheit, Tod und Nachfolge
Cosimo litt an der Gicht. Die Anfälligkeit für diese Krankheit war in seiner Familie erblich. Ab 1455 scheint das Leiden ihn erheblich behindert zu haben. Er starb am 1. August 1464 in seiner Villa in Careggi und wurde am folgenden Tag in San Lorenzo beigesetzt. Pompöse Begräbnisfeierlichkeiten hatte er untersagt. Ein Testament hinterließ er nicht. Für die Gestaltung des Grabmals setzte die Signoria eigens eine zehnköpfige Kommission ein. Andrea del Verrocchio gestaltete die Grabplatte, für die ein zentraler Ort innerhalb der Kirche gewählt wurde, wie es bei Stiftergräbern üblich war. Dort wurde auf Beschluss der Stadt die Inschrift Pater patriae („Vater des Vaterlandes“) eingemeißelt, die an eine antike Ehrung außergewöhnlich verdienter Bürger anknüpfte. Nach der Fertigstellung des Grabmals wurden die Gebeine am 22. Oktober 1467 an ihre endgültige Stätte in der Krypta gebracht.
Mit seiner Gattin hatte Cosimo zwei Söhne, Piero (1416–1469) und Giovanni (1421–1463). Hinzu kam ein unehelicher Sohn namens Carlo, dessen Mutter eine tscherkessische Sklavin war. Carlo wurde zusammen mit seinen Halbbrüdern erzogen und schlug später eine kirchliche Karriere ein. Giovanni starb schon am 1. November 1463, neun Monate vor Cosimo, und hinterließ keine Kinder. Piero fiel das ganze väterliche Erbe zu, sowohl das Vermögen und die Führung der Bank als auch die Stellung des leitenden Staatsmanns von Florenz. Dank der Autorität seines verstorbenen Vaters konnte Piero dessen Rolle im Staat problemlos übernehmen. Er litt aber schwer an der Gicht, die seine Aktivitäten stark behinderte, und starb schon fünf Jahre nach Cosimo.
|                               |                               |                               |                               |                                                  |                               |  |  |                                               |                                               |                                               |                                               | Averardo de’ Medici, genannt Bicci † 1363     |                                               |  |  |                              |                              |                              |                              |                              |                              |  |  |                               |                               |                               |                               |                               |                               |
|                               |                               |                               |                               |                                                  |                               |  |  |                                               |                                               |                                               |                                               |                                               |                                               |  |  |                              |                              |                              |                              |                              |                              |  |  |                               |                               |                               |                               |                               |                               |
|                               |                               |                               |                               |                                                  |                               |  |  |                                               |                                               |                                               |                                               |                                               |                                               |  |  |                              |                              |                              |                              |                              |                              |  |  |                               |                               |                               |                               |                               |                               |
|                               |                               |                               |                               |                                                  |                               |  |  | Francesco di Bicci † 1402                     | Francesco di Bicci † 1402                     | Francesco di Bicci † 1402                     | Francesco di Bicci † 1402                     | Francesco di Bicci † 1402                     | Francesco di Bicci † 1402                     |  |  | Giovanni di Bicci 1360–1429  | Giovanni di Bicci 1360–1429  | Giovanni di Bicci 1360–1429  | Giovanni di Bicci 1360–1429  | Giovanni di Bicci 1360–1429  | Giovanni di Bicci 1360–1429  |  |  | Piccarda de’ Bueri † 1433     | Piccarda de’ Bueri † 1433     | Piccarda de’ Bueri † 1433     | Piccarda de’ Bueri † 1433     | Piccarda de’ Bueri † 1433     | Piccarda de’ Bueri † 1433     |
|                               |                               |                               |                               |                                                  |                               |  |  | Francesco di Bicci † 1402                     | Francesco di Bicci † 1402                     | Francesco di Bicci † 1402                     | Francesco di Bicci † 1402                     | Francesco di Bicci † 1402                     | Francesco di Bicci † 1402                     |  |  | Giovanni di Bicci 1360–1429  | Giovanni di Bicci 1360–1429  | Giovanni di Bicci 1360–1429  | Giovanni di Bicci 1360–1429  | Giovanni di Bicci 1360–1429  | Giovanni di Bicci 1360–1429  |  |  | Piccarda de’ Bueri † 1433     | Piccarda de’ Bueri † 1433     | Piccarda de’ Bueri † 1433     | Piccarda de’ Bueri † 1433     | Piccarda de’ Bueri † 1433     | Piccarda de’ Bueri † 1433     |
|                               |                               |                               |                               |                                                  |                               |  |  |                                               |                                               |                                               |                                               |                                               |                                               |  |  |                              |                              |                              |                              |                              |                              |  |  |                               |                               |                               |                               |                               |                               |
|                               |                               |                               |                               |                                                  |                               |  |  |                                               |                                               |                                               |                                               |                                               |                                               |  |  |                              |                              |                              |                              |                              |                              |  |  |                               |                               |                               |                               |                               |                               |
|                               |                               |                               |                               |                                                  |                               |  |  | Contessina de’ Bardi † 1473                   | Contessina de’ Bardi † 1473                   | Contessina de’ Bardi † 1473                   | Contessina de’ Bardi † 1473                   | Contessina de’ Bardi † 1473                   | Contessina de’ Bardi † 1473                   |  |  | Cosimo il Vecchio 1389–1464  | Cosimo il Vecchio 1389–1464  | Cosimo il Vecchio 1389–1464  | Cosimo il Vecchio 1389–1464  | Cosimo il Vecchio 1389–1464  | Cosimo il Vecchio 1389–1464  |  |  | Lorenzo di Giovanni 1395–1440 | Lorenzo di Giovanni 1395–1440 | Lorenzo di Giovanni 1395–1440 | Lorenzo di Giovanni 1395–1440 | Lorenzo di Giovanni 1395–1440 | Lorenzo di Giovanni 1395–1440 |
|                               |                               |                               |                               |                                                  |                               |  |  | Contessina de’ Bardi † 1473                   | Contessina de’ Bardi † 1473                   | Contessina de’ Bardi † 1473                   | Contessina de’ Bardi † 1473                   | Contessina de’ Bardi † 1473                   | Contessina de’ Bardi † 1473                   |  |  | Cosimo il Vecchio 1389–1464  | Cosimo il Vecchio 1389–1464  | Cosimo il Vecchio 1389–1464  | Cosimo il Vecchio 1389–1464  | Cosimo il Vecchio 1389–1464  | Cosimo il Vecchio 1389–1464  |  |  | Lorenzo di Giovanni 1395–1440 | Lorenzo di Giovanni 1395–1440 | Lorenzo di Giovanni 1395–1440 | Lorenzo di Giovanni 1395–1440 | Lorenzo di Giovanni 1395–1440 | Lorenzo di Giovanni 1395–1440 |
|                               |                               |                               |                               |                                                  |                               |  |  |                                               |                                               |                                               |                                               |                                               |                                               |  |  |                              |                              |                              |                              |                              |                              |  |  |                               |                               |                               |                               |                               |                               |
|                               |                               |                               |                               |                                                  |                               |  |  |                                               |                                               |                                               |                                               |                                               |                                               |  |  |                              |                              |                              |                              |                              |                              |  |  |                               |                               |                               |                               |                               |                               |
| Lucrezia Tornabuoni 1425–1482 | Lucrezia Tornabuoni 1425–1482 | Lucrezia Tornabuoni 1425–1482 | Lucrezia Tornabuoni 1425–1482 | Lucrezia Tornabuoni 1425–1482                    | Lucrezia Tornabuoni 1425–1482 |  |  | Piero di Cosimo, genannt il Gottoso 1416–1469 | Piero di Cosimo, genannt il Gottoso 1416–1469 | Piero di Cosimo, genannt il Gottoso 1416–1469 | Piero di Cosimo, genannt il Gottoso 1416–1469 | Piero di Cosimo, genannt il Gottoso 1416–1469 | Piero di Cosimo, genannt il Gottoso 1416–1469 |  |  | Giovanni di Cosimo 1421–1463 | Giovanni di Cosimo 1421–1463 | Giovanni di Cosimo 1421–1463 | Giovanni di Cosimo 1421–1463 | Giovanni di Cosimo 1421–1463 | Giovanni di Cosimo 1421–1463 |  |  |                               |                               |                               |                               |                               |                               |
| Lucrezia Tornabuoni 1425–1482 | Lucrezia Tornabuoni 1425–1482 | Lucrezia Tornabuoni 1425–1482 | Lucrezia Tornabuoni 1425–1482 | Lucrezia Tornabuoni 1425–1482                    | Lucrezia Tornabuoni 1425–1482 |  |  | Piero di Cosimo, genannt il Gottoso 1416–1469 | Piero di Cosimo, genannt il Gottoso 1416–1469 | Piero di Cosimo, genannt il Gottoso 1416–1469 | Piero di Cosimo, genannt il Gottoso 1416–1469 | Piero di Cosimo, genannt il Gottoso 1416–1469 | Piero di Cosimo, genannt il Gottoso 1416–1469 |  |  | Giovanni di Cosimo 1421–1463 | Giovanni di Cosimo 1421–1463 | Giovanni di Cosimo 1421–1463 | Giovanni di Cosimo 1421–1463 | Giovanni di Cosimo 1421–1463 | Giovanni di Cosimo 1421–1463 |  |  |                               |                               |                               |                               |                               |                               |
|                               |                               |                               |                               |                                                  |                               |  |  |                                               |                                               |                                               |                                               |                                               |                                               |  |  |                              |                              |                              |                              |                              |                              |  |  |                               |                               |                               |                               |                               |                               |
|                               |                               |                               |                               | Lorenzo di Piero, genannt il Magnifico 1449–1492 |                               |  |  |                                               |                                               |                                               |                                               |                                               |                                               |  |  |                              |                              |                              |                              |                              |                              |  |  |                               |                               |                               |                               |                               |                               |

Pieros Nachfolge als informeller Machthaber trat im Dezember 1469 sein Sohn Lorenzo il Magnifico an. Wiederum verlief der Übergang ohne Komplikationen. Das neue Oberhaupt der Familie setzte die Tradition der großzügigen Kulturförderung fort und mehrte damit den Ruhm der Medici. Die von seiner Führung geprägten 22 Jahre der Geschichte von Florenz waren eine kulturell außerordentlich glanzvolle Epoche. Lorenzo verfügte aber nicht über das geschäftliche Talent seines Großvaters Cosimo. Es gelang ihm nicht, die finanzielle Basis der politischen Macht und des Mäzenatentums der Medici zu bewahren. Die Bank erlebte einen dramatischen Niedergang, der sie an den Rand des Zusammenbruchs brachte.

## Rezeption

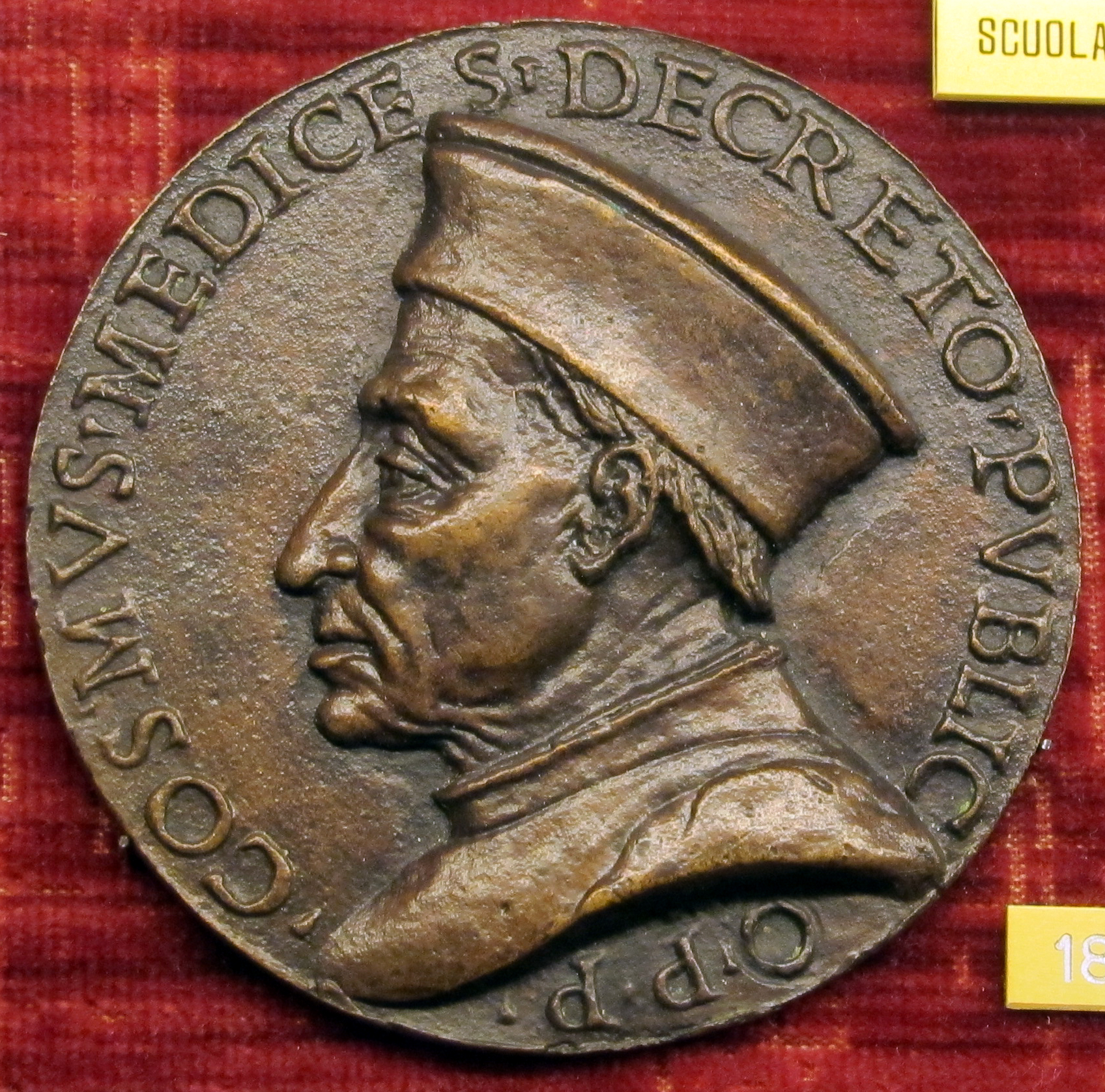
Cosimo als „Vater des Vaterlandes“ auf einer nach seinem Tod gegossenen Medaille

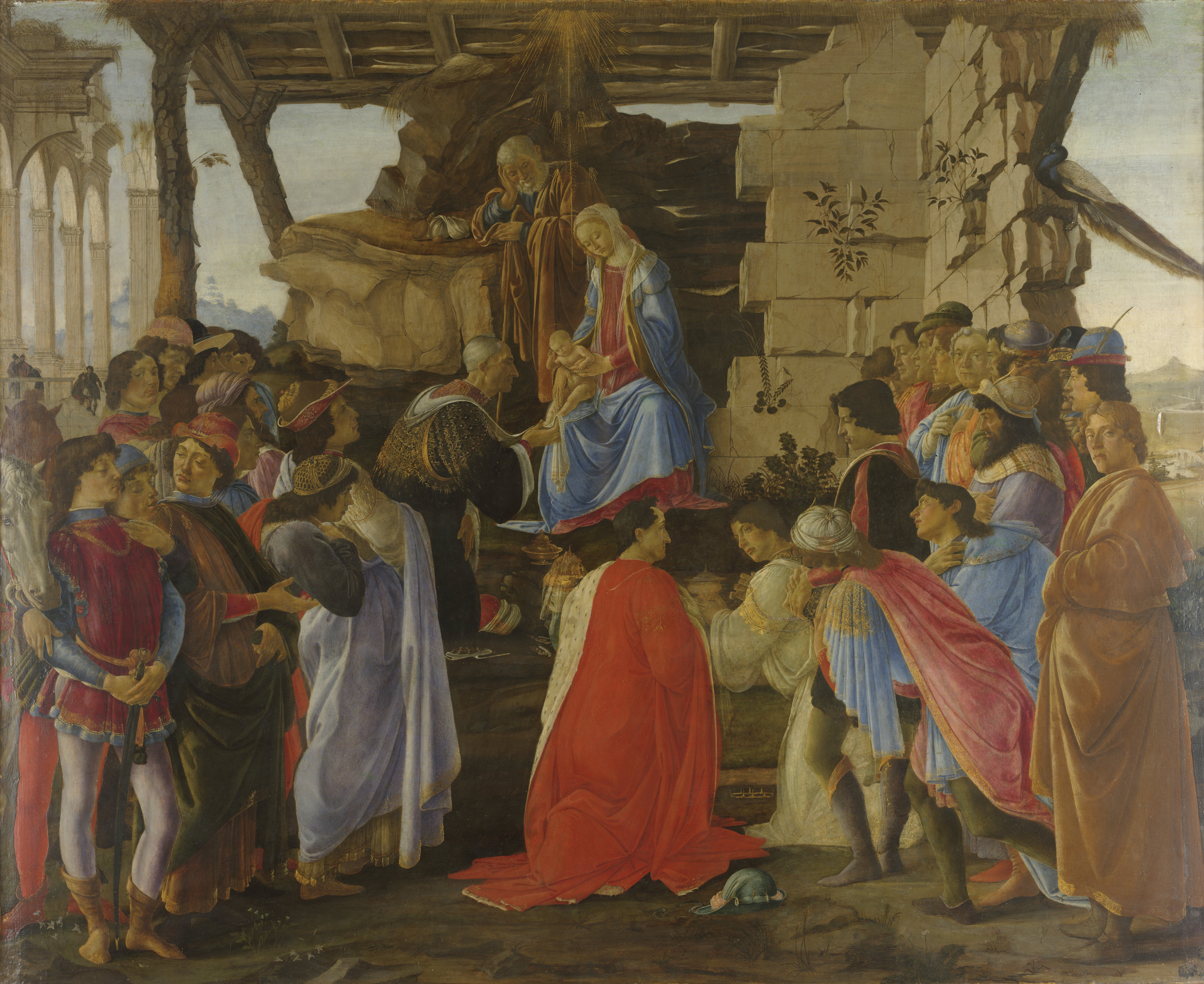
Cosimo als König Melchior vor Jesus auf Botticellis Gemälde. Florenz, Uffizien

### Mittelalter
Ein scharfer Kritiker Cosimos war der zeitgenössische Geschichtsschreiber Giovanni Cavalcanti. Er gehörte einem alteingesessenen Patriziergeschlecht an und missbilligte den Aufstieg einer Schicht von Emporkömmlingen, für den er Cosimo verantwortlich machte. Vor allem verübelte er dem Mediceer das rigorose Vorgehen gegen die Steuerschuldner, zu denen er selbst zählte. Allerdings äußerte er sich stellenweise positiv über die Medici und hielt die Aufhebung von Cosimos Verbannung für gerecht.
Zeitgenössische medicifreundliche Autoren priesen Cosimo rückblickend als Retter der Unabhängigkeit der Republik Florenz. So befand der Humanist Benedetto Accolti der Ältere in seinem Dialogus de praestantia virorum sui aevi, einem in Cosimos letzten Lebensjahren verfassten und ihm gewidmeten Werk, die Machtverhältnisse seien nach dem Tod von Filippo Maria Visconti für Venedig so günstig gewesen, dass die Venezianer ganz Italien hätten unterwerfen können, wenn Cosimo dies nicht durch das Bündnis mit Mailand verhindert hätte. Er allein sei der Urheber des Allianzwechsels, den er gegen starken Widerstand in Florenz durchgesetzt habe. In diesem Sinn äußerte sich auch der Geschichtsschreiber Benedetto Dei. Er verfasste in den 1470er Jahren ein gegen Venedig gerichtetes Pamphlet, in dem er Cosimos Außenpolitik rückblickend als weitsichtig und erfolgreich darstellte. Nach seiner Einschätzung hätte Venedig in Italien eine beherrschende Stellung errungen, wenn Cosimo nicht die Allianz mit Francesco Sforza zuwege gebracht hätte.
Im Zeitraum 1469–1475 schuf Sandro Botticelli im Auftrag des Bankiers G(u)aspar(r)e di Zanobi del Lama ein Gemälde, das die Anbetung der Heiligen Drei Könige zeigt. Der älteste der Könige trägt die Gesichtszüge Cosimos, auch weitere Angehörige der Familie Medici sind abgebildet. Somit soll das Werk der Familie huldigen, Cosimo erscheint als „Heiliger“.
Der Humanist Bartolomeo Platina schrieb den Dialog De optimo cive (Über den besten Bürger), den er 1474 Cosimos Enkel Lorenzo il Magnifico widmete. Mit dem „besten Bürger“ ist der leitende republikanische Staatsmann gemeint. Der Ort der Handlung ist die Villa der Medici in Careggi, den Inhalt bildet ein fiktives Gespräch zwischen dem bereits alten und gebrechlichen Cosimo als Hauptperson, Platina und dem Knaben Lorenzo. Der Vorrede zufolge wollte der Autor mit seiner Darstellung von Cosimos politischen Maximen den patriotischen Eifer der Leser anfeuern. Platina präsentierte ein Regierungsprogramm, das er dem alten Staatsmann in den Mund legte. Seine Dialogfigur Cosimo tritt für „Freiheit“ – die traditionelle republikanische Lebensform – ein, warnt vor Hochmut, Anmaßung und Luxus, kritisiert Übelstände und fordert Einschreiten gegen Männer, die nach der Tyrannis streben. Sie sollen verbannt werden; hinzurichten sind sie nur, wenn sie der Beteiligung an einer Verschwörung überführt worden sind.
Neben der humanistischen Verherrlichung Cosimos in lateinischer Sprache, die sich an Gebildete richtete, gab es auch eine volkstümliche in italienischen Gedichten. In dieser für eine breitere Öffentlichkeit bestimmten Dichtung erscheint er als gütige Vaterfigur, Förderer des religiösen Lebens und des Wohlstands und heldenhafter Verteidiger der Freiheit gegen Angriffe von außen.

### Frühe Neuzeit
Im letzten Jahrzehnt des 15. Jahrhunderts zerbrach der Konsens, der die informelle Herrschaft der Medici in der Republik Florenz ermöglicht hatte. Die Familie wurde im November 1494 aus der Stadt verjagt. Dies führte zu einer Neubewertung von Cosimos Rolle. Der Mönch Girolamo Savonarola, der für die Florentiner damals die maßgebliche Autorität war, verdammte die Medici-Herrschaft als monströs und äußerte zu der Cosimo zugeschriebenen Bemerkung, der Staat werde nicht mit Vaterunser-Beten regiert, dies sei ein Tyrannenwort. Am 22. November 1495 beschloss die Signoria, die Inschrift „Vater des Vaterlandes“ am Grabmal zu tilgen. Doch 1512 brachte ein spanisches Heer die Medici zurück nach Florenz und wieder an die Macht. Daraufhin wurde die Inschrift wiederhergestellt. Im Jahr 1527 mussten die Medici aber ein weiteres Mal dem Volkszorn weichen. Nach der erneuten Vertreibung der Familie beschlossen die nunmehr regierenden Republikaner 1528 wiederum die Beseitigung der Inschrift. Diesen Schritt begründeten sie damit, dass Cosimo nicht Vater des Vaterlandes gewesen sei, sondern Tyrann des Vaterlandes. Die medicilose Republik erwies sich jedoch als kurzlebig; im August 1530 wurde die Stadt von Truppen Kaiser Karls V. gestürmt, worauf die Medici wieder an die Macht kamen. Aus der Republik wurde eine Monarchie, deren Herrscher ihre Legitimation aus der Rolle ihrer Ahnen im 15. Jahrhundert bezogen.
Der Historiker Francesco Guicciardini behandelte die Zeit bis 1464 im ersten Kapitel seiner 1508/1509 verfassten Storie fiorentine. Er befand, Cosimo und sein berühmter Enkel Lorenzo il Magnifico seien vielleicht die beiden angesehensten Privatleute seit dem Untergang des Römischen Reichs gewesen. Der Großvater sei dem Enkel an Beharrlichkeit und Urteilskraft sowie im Umgang mit Geld überlegen gewesen. Wenn man alle Aspekte bedenke, komme man zum Ergebnis, dass Cosimo der tüchtigere der beiden großen Mediceer gewesen sei. Insbesondere lobte Guicciardini das Bündnis mit Mailand, in dem er eine bedeutende historische Leistung Cosimos sah. Die Mehrheit der Florentiner sei für die Fortsetzung der alten Allianz mit Venedig gewesen, doch habe Cosimo seine Mitbürger überzeugen können, sich mit Francesco Sforza zu verbünden. Damit habe er die Freiheit nicht nur der Republik Florenz, sondern ganz Italiens gerettet. Nach Guicciardinis Meinung hätten die Venezianer erst Mailand und dann alle übrigen italienischen Staaten unterworfen, wenn Cosimo dies nicht verhindert hätte.
Niccolò Machiavelli urteilte in seinen 1520–1525 verfassten Istorie fiorentine, Cosimo habe alle seine Zeitgenossen nicht nur an Autorität und Reichtum, sondern auch an Freigebigkeit und Klugheit übertroffen. Niemand sei ihm zu seiner Zeit in der Staatskunst ebenbürtig gewesen. Er habe in Florenz eine fürstliche Stellung eingenommen und sei dennoch so klug gewesen, die Grenzen bürgerlicher Mäßigung nie zu überschreiten. Alle seine Werke und Taten seien königlich gewesen. Entstehende Übel habe er frühzeitig erkannt; daher habe er genug Zeit gehabt, sie nicht wachsen zu lassen oder sich gegen sie zu wappnen. Er habe nicht nur den Ehrgeiz seiner bürgerlichen Rivalen zu Hause bezwungen, sondern auch den vieler Fürsten. Das Regierungssystem Cosimos missbilligte Machiavelli allerdings. Er hielt die Verbindung einer zentralisierten, quasi monarchischen Entscheidungsstruktur mit der Notwendigkeit, dennoch weiterhin wie in der vormediceischen Republik einen breiten Konsens zu finden, für verfehlt. In der Instabilität eines solchen Konstrukts sah er eine fundamentale Schwäche.

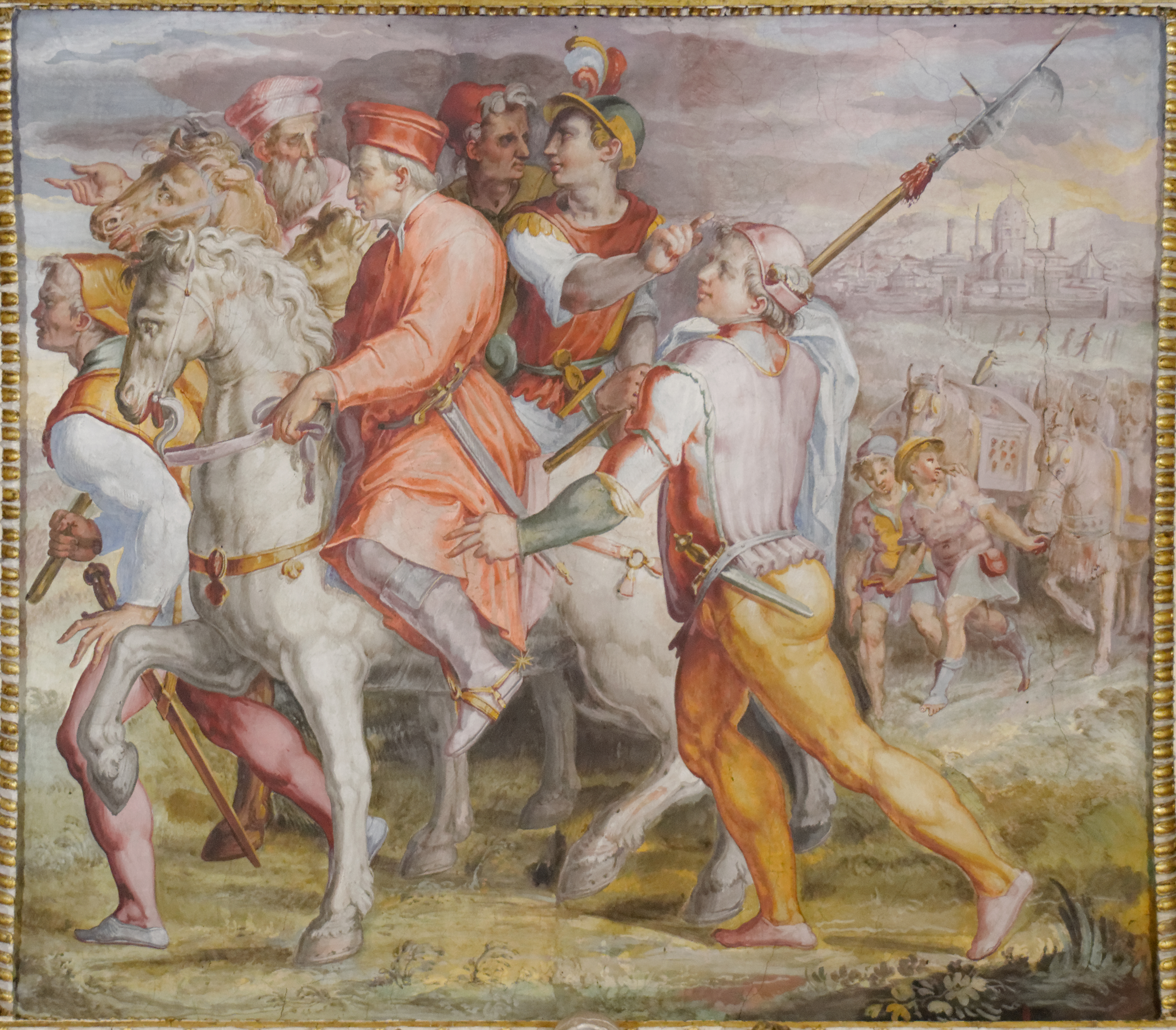
Cosimo geht ins Exil. Fresko von Giorgio Vasari, Palazzo Vecchio, Florenz

Im Jahr 1537 erlangte der Mediceer Cosimo I. die Würde eines Herzogs der Toskana. Der Herzog, der bis 1574 regierte (ab 1569 als Großherzog), war ein Nachkomme Lorenzos, des jüngeren Bruders von Cosimo il Vecchio. Er ließ im Palazzo della Signoria (Palazzo Vecchio) einen „Saal von Cosimo il Vecchio“ zu Ehren des Begründers von Ruhm und Macht der Medici einrichten. Die Sala di Cosimo il Vecchio wurde von Giorgio Vasari und seinen Gehilfen ausgemalt. Dabei wurde das Kirchenbauprogramm des berühmten Mäzens besonders hervorgehoben. Eines der Gemälde stellt seine Rückkehr aus dem venezianischen Exil als Triumph dar.
Im Zeitalter der Aufklärung wurde Cosimo wegen seiner Förderung des Humanismus geschätzt. Voltaire äußerte sich in seinem 1756 veröffentlichten Essai sur les mœurs et l’esprit des nations mit Begeisterung. Er urteilte, die frühen Medici hätten ihre Macht durch Wohltaten und Tugenden erlangt, daher sei sie legitimer als die jedes Herrschergeschlechts. Cosimo habe seinen Reichtum dazu genutzt, den Armen zu helfen, sein Vaterland mit Bauten zu schmücken und die aus Konstantinopel vertriebenen griechischen Gelehrten nach Florenz zu holen. Mit seinen Wohltaten habe er sich die Autorität verschafft, die bewirkt habe, dass seine Empfehlungen drei Jahrzehnte lang wie Gesetze befolgt worden seien. Edward Gibbon rühmte Cosimo im 1788 erschienenen sechsten Band seiner History of the Decline and Fall of the Roman Empire mit den Worten, er habe seine Reichtümer in den Dienst der Menschheit gestellt; der Name Medici sei fast gleichbedeutend mit der Wiederherstellung der Bildung.
Johann Wolfgang von Goethe würdigte Cosimo im Anhang zu seiner 1803 veröffentlichten Übersetzung der Autobiographie des Benvenuto Cellini. Dort beschrieb er die Patronage des Mediceers als „allgemeine Spende, die an Bestechung gränzt“. Als „großer Handelsmann“, der „das Zaubermittel zu allen Zwecken in Händen trägt“, sei er „an und für sich ein Staatsmann“ gewesen. Zu Cosimos kulturellen Aktivitäten bemerkte Goethe: „Selbst vieles, was er für Literatur und Kunst gethan, scheint in dem großen Sinne des Handelsmanns geschehen zu sein, der köstliche Waaren in Umlauf zu bringen und das Beste davon selbst zu besitzen sich zur Ehre rechnet.“

### Moderne

#### Kulturgeschichtliche Aspekte
Georg Voigt veröffentlichte 1859 seine für die Erforschung des Frühhumanismus wegweisende Schrift Die Wiederbelebung des classischen Alterthums. In diesem Werk, das 1893 in dritter Auflage erschien, konstatierte Voigt, die Literatur- und Kunstgeschichte habe Cosimo „mit einer Art von Heiligenschein umkleidet“. Er sei „der leibhaftigste Typus des florentinischen Edelmanns als großartiger Kaufherr, als kluger und überschauender Staatsmann, als Repräsentant der feinen Modebildung, als mäcenatischer Geist im fürstlichen Sinne“ gewesen. Seinen Blick habe er „auf das Weite und Allgemeine gerichtet“, seine Macht habe er in einer „kalt berechneten und geräuschlosen Weise“ gefestigt. Jedes wissenschaftliche Verdienst habe er nach Gebühr anerkannt, die Talente herangezogen, ihnen Stellung und Besoldung angewiesen.
Jacob Burckhardt zeichnete in der 1869 erschienenen zweiten Auflage seiner einflussreichen Schrift Die Kultur der Renaissance in Italien ein heute teilweise überholtes Bild von Cosimo. Er betonte die „Führerschaft auf dem Gebiete der damaligen Bildung“, die dem Mediceer zugekommen sei. Dieser besitze den „speziellen Ruhm, in der platonischen Philosophie die schönste Blüte der antiken Gedankenwelt erkannt“ und seine Umgebung mit dieser Erkenntnis erfüllt zu haben. So habe er „innerhalb des Humanismus eine zweite und höhere Neugeburt des Altertums ans Licht gefördert“.
In kulturgeschichtlichen Darstellungen dominierte bis gegen Ende des 20. Jahrhunderts Burckhardts Sichtweise: Cosimo wurde vielfach als Gründer einer platonischen Akademie gewürdigt. So schrieb beispielsweise Agnes Heller 1982, die Gründung der Akademie in Florenz sei epochemachend gewesen. Es handle sich um die erste philosophische Schule, die „von den alten kirchlichen und universitären Rahmenbedingungen unabhängig und insofern vollkommen weltlich und ‚offen‘“ gewesen sei. Patron dieser Akademie sei „der im traditionellen Sinn (aus dem Blickwinkel der offiziellen Bildung der Zeit) unstudierte Cosimo“ gewesen. Ähnlich schilderte noch 1995 Manfred Lentzen die Rolle des Mediceers. Erst die Forschungen von James Hankins entzogen in den 1990er Jahren dem Bild von Cosimo als Akademiegründer die Grundlage.

#### Politische Aspekte

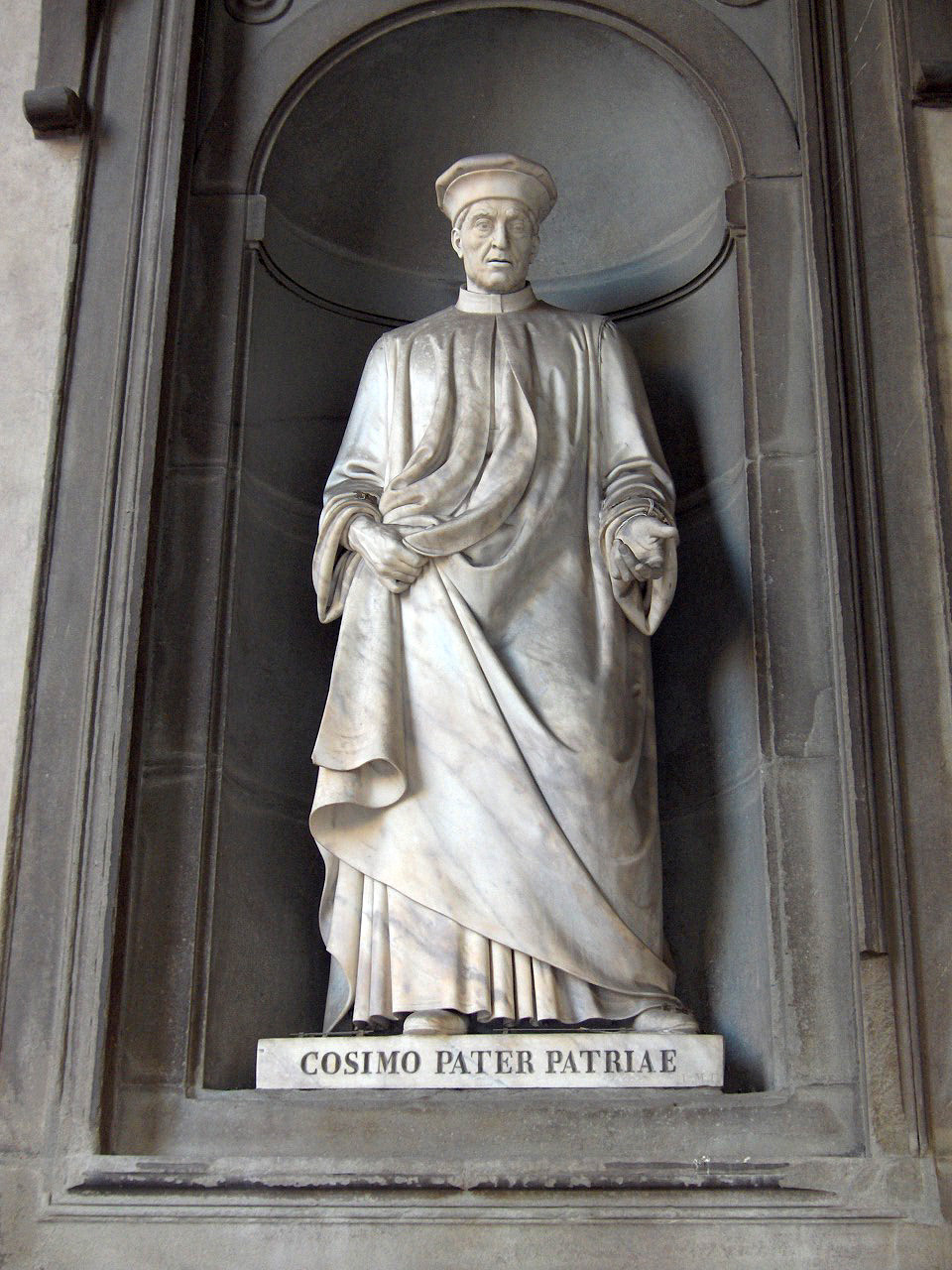
Statue Cosimos als Pater Patriae von Luigi Magi (1846), Uffizien, Florenz

Im verfassungsgeschichtlichen Diskurs wird die Frage erörtert, inwiefern Cosimos dominante Rolle den Rahmen der republikanischen Verfassung sprengte und seine Bezeichnung als Herrscher von Florenz daher berechtigt ist. Zur Unterscheidung von einer offenen Alleinherrschaft wird Cosimos System als „Kryptosignorie“ (versteckte Herrschaft) bezeichnet. Damit ist eine Regierungsform gemeint, die sich erst später allmählich zu einer unverhüllten Signorie, der Staatslenkung durch einen einzelnen Machthaber mit erblicher Stellung, entwickelt hat. Anthony Molho bringt die Zwiespältigkeit des Systems auf die griffige Formel „Cosimo de’ Medici – Pater patriae (Vater des Vaterlandes) oder Padrino (Pate)?“ Damit wird angedeutet, dass der Patron des Klientelsystems eine „politische Maschine“ geschaffen habe und vielleicht sogar in die Nähe von Mafia-Paten zu rücken sei. Letzteres entspricht der Auffassung von Lauro Martines und Jacques Heers. Martines sieht in der „Palette unverblümter und umfassender Kontrollmaßnahmen der mediceischen Republik“ das Instrumentarium, mit dem Cosimo die Verfassung unterminiert und die Herrschaft der „Medici-Oligarchie“, der „an der Regierung befindlichen Clique“, gesichert habe. Allerdings habe sich die republikanische Verfassung nicht so stark beugen lassen, dass sie den Medici totale Macht garantiert hätte. Die Oligarchie sei ein Team gewesen, „keine Ein-Mann-Show“, und habe ihre wichtigen Entscheidungen kollektiv gefällt. Jacques Heers zeichnet das Bild einer finsteren, brutalen Tyrannei, die Cosimo errichtet habe. Werner Goez urteilt, Florenz habe sich unter Cosimo zweifellos auf dem Weg zu fürstlicher Alleinherrschaft befunden, auch wenn alles getan worden sei, diesen Tatbestand zu verschleiern. Volker Reinhardt befindet, ab 1434 sei es zu einer „eigentümlichen Vermischung“ von Signorie und Republik gekommen; rein republikanisch sei nur noch die Fassade gewesen. Michele Luzzati hält die Entwicklung für unausweichlich; es sei Cosimos wahre und große Einsicht gewesen, dass politische Stabilität in Florenz nur noch mit einem System erreichbar gewesen sei, das unter Wahrung der freiheitlichen Tradition auf dem Vorrang eines Mannes und einer Familie beruhte. Dieser Ansicht ist auch Ferdinand Schevill. Nach seiner Einschätzung führten die Verfassungsbestimmungen, die sehr kurze Amtszeiten und Auswahl der höchsten Amtsträger durch das Los aus einer großen Menge von Kandidaten vorschrieben, zu unhaltbaren Zuständen, denn sie bewirkten, dass ein hoher Prozentsatz von offenkundig Inkompetenten in Führungsstellungen gelangte und eine durchdachte, beständige Politik unmöglich war. Schevill meint, dieses System habe die elementarsten Forderungen der Vernunft missachtet; daher sei seine Umgehung und Umgestaltung unumgänglich gewesen.
Das verbreitete Bild von Cosimo als faktisch unumschränktem Herrscher wird allerdings von manchen Historikern für irreführend gehalten. Spezialuntersuchungen haben gezeigt, dass er seinen Willen keineswegs mühelos durchsetzen konnte und auch nach der Jahrhundertmitte weiterhin auf beträchtlichen, offenen Widerstand stieß. Nicolai Rubinsteins Analyse der Krise von 1455–1458 lässt das Ausmaß der zeitweiligen innenpolitischen Schwächung des Mediceers erkennen. Rubinstein kommt zum Ergebnis, dass Cosimo keineswegs Gehorsam als selbstverständlich voraussetzen konnte, auch nicht in seiner eigenen Anhängerschaft und nicht einmal bei der machtpolitisch zentralen Regelung der Ämterbesetzung. Es blieb ihm nicht erspart, Überzeugungsarbeit zu leisten. Rubinstein meint, auswärtige Zeitgenossen hätten Cosimos Macht wahrscheinlich überschätzt, sie werde wohl in Quellen wie den mailändischen Gesandtschaftsberichten teils übertrieben dargestellt. Dies führt er unter anderem darauf zurück, dass in despotisch regierten Staaten das nötige Verständnis der republikanischen Mentalität gefehlt habe; daher habe man dort die Bedeutung von Beratung und Konsens in einer Republik wie Florenz nicht angemessen berücksichtigt. Dale Kent schließt sich aufgrund eigener Forschungsergebnisse Rubinsteins Auffassung an. Auch Paolo Margaroli weist auf die Grenzen von Cosimos Macht hin. Als Beispiel nennt er die Friedensverhandlungen in Rom, bei denen 1453 die florentinischen Unterhändler so agierten, dass sie es nach Cosimos Ansicht, wie er dem Herzog von Mailand schrieb, nicht schlechter hätten machen können. Diese Gesandtschaft war in Florenz von oppositionellen Kräften vorbereitet worden. Michele Luzzati betont das Gewicht der seit Generationen kritischen öffentlichen Meinung, die Cosimo nicht habe missachten können. Nach der Darstellung von Daniel Höchli waren die meisten Patrizier nicht bereit, sich den Medici zu unterwerfen. Sie konnten dank eigener Patronage-Netzwerke ihre politische Unabhängigkeit bis zu einem gewissen Grad bewahren. Die Führungsrolle der Medici akzeptierten sie nur, solange sie ihre eigenen Interessen gewahrt sahen.
Mit der Debatte über die Natur der Kryptosignorie hängt die Frage zusammen, inwieweit das dezidiert republikanische, antiautokratische Gedankengut des Florentiner „Bürgerhumanismus“ – ein von Hans Baron geprägter Begriff – mit Cosimos Stellung im Staat vereinbar war. Die ältere Forschung – vor allem Hans Baron und Eugenio Garin – ging von einem fundamentalen Spannungsverhältnis aus. Man nahm an, der manipulative Charakter der Medici-Herrschaft habe das Grundprinzip des Bürgerhumanismus, die Ermutigung der Bürger zu einer aktiven und verantwortungsvollen Beteiligung am politischen Leben, unterminiert. Die Verbreitung eines unpolitischen Neuplatonismus nach der Jahrhundertmitte sei als Ausdruck der Abkehr der Humanisten von einer echt republikanischen Gesinnung zu deuten. Diese Sichtweise ist von der neueren Forschung, insbesondere unter dem Eindruck der Ergebnisse von James Hankins, aufgegeben worden. Es wird u. a. darauf hingewiesen, dass Leonardo Bruni als profilierter Theoretiker und Wortführer des Bürgerhumanismus keinen Gegensatz zwischen seiner Überzeugung und seiner Zusammenarbeit mit Cosimo sah. Nach der neueren Interpretation ist das Verhältnis zwischen Bürgerhumanismus und Medici-Herrschaft eher als Symbiose auf der Basis bedeutender Gemeinsamkeiten zu verstehen.
Als Ursache für Cosimos Erfolge wird in der Forschung insbesondere seine geschickte Finanzpolitik hervorgehoben, die ihm in den innenpolitischen Kämpfen bedeutende Vorteile verschafft habe. So konstatieren Werner Goez, Lauro Martines und Jacques Heers, Cosimo habe seine politische Macht vor allem dazu eingesetzt, die mit den Medici rivalisierenden Clans und Banken niederzuhalten. Mittels der Steuergesetzgebung habe er die Vermögen seiner Rivalen und missliebiger Personen belastet, um sich ihrer zu entledigen. Es gibt aber keinen Beleg dafür, dass er versuchte, politische Gegner durch direkte kommerzielle Angriffe auf ihre Unternehmen zu schädigen. Jacques Heers bestreitet, dass Cosimo durch seinen Reichtum an die Macht gelangte. Vielmehr sei es umgekehrt der Machtbesitz gewesen, den er zur Anhäufung der Reichtümer genutzt habe.
Als zentraler Faktor, der die Macht des Mediceers in Florenz befestigte, gilt in der Forschung sein Ansehen im Ausland und insbesondere sein Einfluss an der Kurie. Große Bedeutung wird auch seinem propagandistischen Geschick beigemessen. Dale Kent charakterisiert Cosimo als Meister der Selbstdarstellung, der sein Image sorgfältig kultiviert habe. Nach Kents Einschätzung ist sein einzigartiger Erfolg darauf zurückzuführen, dass er das war oder zumindest zu sein schien, was den Wünschen seiner Mitbürger entsprach: ein Wortführer, der ihre Wertvorstellungen artikulierte, und zugleich ein scharfsichtiger, abwägender Staatsmann, der nach außen als Stimme der Republik auftreten konnte und durch seine Führungsrolle den in der Verfassung angelegten Mangel an politischer Konsistenz kompensierte.
Als bedeutende außenpolitische Leistung Cosimos wird das Bündnis mit Mailand gegen Venedig beurteilt. Für Hans Baron handelt es sich um einen meisterhaften Schachzug. Nicolai Rubinstein meint, dieser Erfolg habe wohl mehr als jedes andere Ereignis nach 1434 das Ansehen des Mediceers im In- und Ausland gefestigt. Volker Reinhardt befindet, Cosimo habe „vorausschauend wie immer“ in die Karriere Sforzas viel Geld investiert, das sich dann als politische Rendite amortisiert habe. Die von ihm herbeigeführte Allianz zwischen Florenz und Mailand habe sich „als tragfähige Achse der italienischen Politik insgesamt“ erwiesen. Vincent Ilardi teilt diese Einschätzung der Allianz, merkt aber kritisch an, Cosimo habe die von Frankreich ausgehende Gefahr unterschätzt. Seine Neigung zu einem Bündnis mit Frankreich gegen Venedig sei ein Fehler gewesen. Sforza habe diesbezüglich mehr staatsmännische Voraussicht gezeigt.